# Iglesia católica
La Iglesia católica (en latín: Ecclesia Catholica; y en griego antiguo: Καθολικὴ Ἐκκλησία) es la iglesia cristiana más numerosa. Está compuesta por veinticuatro Iglesias sui iuris: la Iglesia latina y veintitrés Iglesias orientales, que se encuentran en plena comunión con el papa y que en conjunto reúnen a más de 1406 millones de fieles en todo el mundo.
La Iglesia católica sostiene que en ella subsiste la única Iglesia fundada por Cristo, encomendada al apóstol Pedro, a quien le confió su difusión y gobierno junto con los demás apóstoles. Por ello, se considera a sí misma «como un sacramento», un «signo e instrumento de la unión íntima con Dios y de la unidad de todo el género humano».
La cabeza visible de la Iglesia católica es el papa, el obispo de Roma, considerado sucesor de Pedro. Desde el 8 de mayo de 2025, su pontífice es León XIV, cuyo nombre secular es Robert Francis Prevost de nacionalidad estadounidense naturalizado peruano y es el número 267 de la historia. La sede papal, conocida como la Santa Sede, ocupa un lugar preeminente entre las demás sedes episcopales y constituye el gobierno central de la Iglesia, por quien actúa y habla, y es reconocida a nivel internacional como una entidad soberana.
A la Iglesia católica pertenecen todos los bautizados según sus ritos propios y que no hayan realizado un acto formal de apostasía. Según los datos del Anuario Pontificio de 2024 referentes al año 2022, el número de bautizados miembros de la Iglesia es de 1390 millones, alrededor del 18% de la población mundial. Se trata de una comunidad cristiana que se remonta a Jesucristo y a los doce apóstoles, por medio de una sucesión apostólica nunca interrumpida, también compartida con la Iglesia ortodoxa. La doctrina católica se encuentra recogida en el Catecismo de la Iglesia católica.
Con dos milenios de historia, la Iglesia católica es la institución internacional más antigua del mundo y ha influido en la filosofía occidental, la ciencia, el arte y la cultura. Entre sus tareas se incluyen la difusión del Evangelio y la realización de obras de misericordia corporales y espirituales en atención a los enfermos, pobres y afligidos, como parte de su doctrina social conocida como Doctrina social de la Iglesia (DSI). La Iglesia católica, de hecho, es la mayor proveedora no gubernamental de educación y servicios médicos del mundo.

## Etimología
La palabra «iglesia» significa «convocación». Proviene del latín tardío ecclesĭa y este del griego ἐκκλησία, ekklēsía, que significa propiamente «asamblea» y que procede del verbo ἐκ-καλεῖν, ek-kalein, «llamar fuera».
Designa a las asambleas del pueblo, que mayoritariamente tenían un carácter religioso. Es el término frecuentemente utilizado en el texto griego del Antiguo Testamento para designar la asamblea del pueblo elegido en la presencia de Dios, sobre todo cuando se trata de la asamblea del Sinaí, en donde el pueblo de Israel recibió la ley y fue constituido por Dios como su pueblo santo. La primera comunidad cristiana, otorgándose a sí misma el nombre de "Iglesia", se consideró heredera de aquella asamblea. Por tanto, según la creencia católica, con dicho término se designa al pueblo convocado y reunido por Dios desde todos los confines del mundo para formar la asamblea de todos aquellos que, por la fe y el bautismo, han sido hechos hijos de Dios, miembros de Cristo y templo del Espíritu Santo.

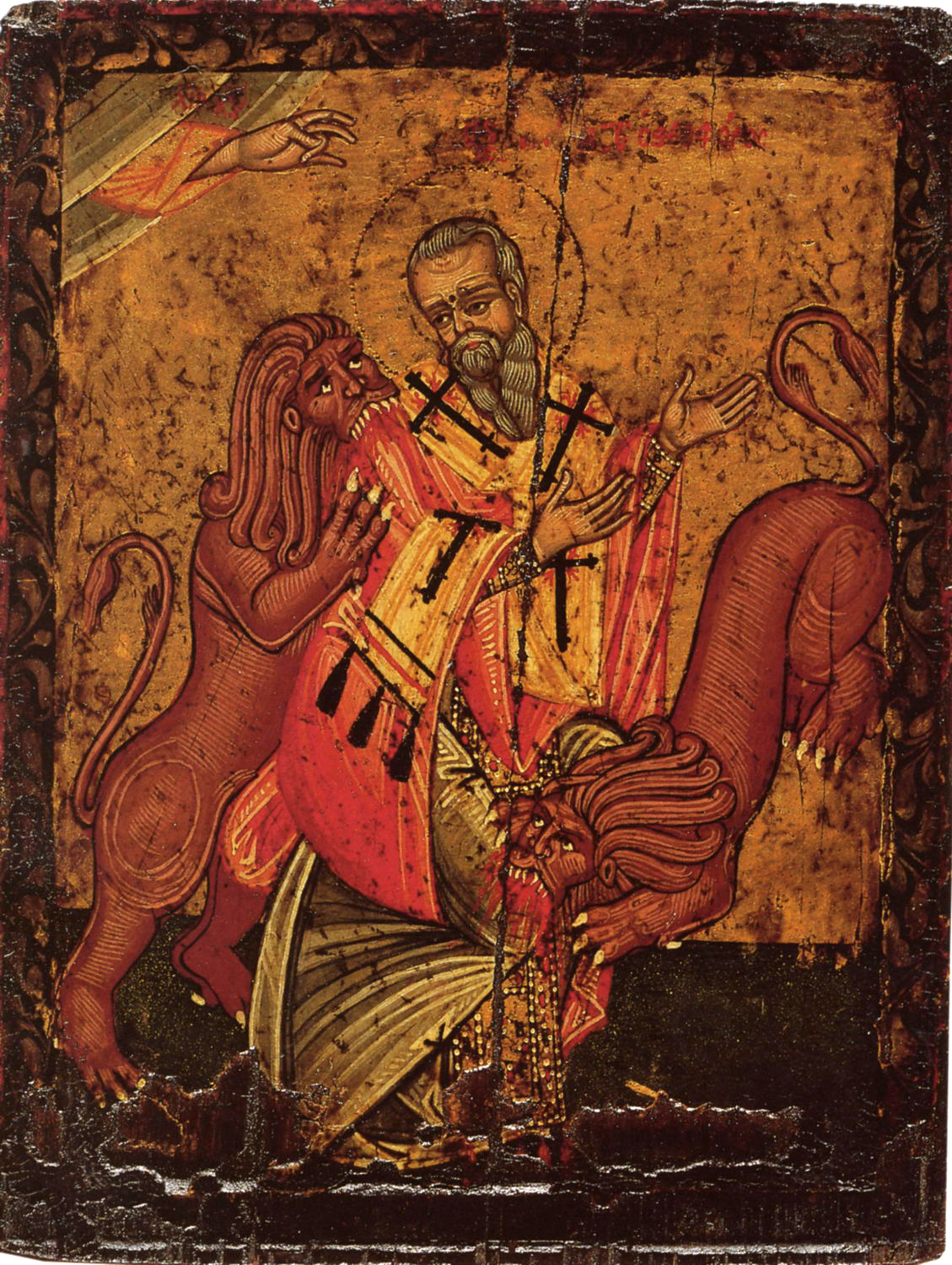
Icono de Ignacio de Antioquía.. Museo Pushkin.

Las palabras que se emplean en inglés y en alemán para referirse a «Iglesia», Church y Kirche respectivamente, provienen del griego kyriaké, cuyo significado es «la que pertenece al Señor».
El término «católico», por su parte, proviene del latín tardío catholĭcus, que a su vez procede del griego καθολικός, katholikós, que significa «universal». Ignacio de Antioquía brinda en su Carta a los esmirniotas, escrita hacia el año 110, el testimonio más antiguo de este adjetivo como calificativo de la Iglesia:

Donde está el obispo está la comunidad, así como donde está Cristo Jesús está la Iglesia católica.
Ignacio de Antioquía, Ad Smyrn. 8, 2

Antes del fin del siglo II, el término “católico” comenzó a designar lo que se consideraba la verdadera Iglesia y su doctrina, diferenciándola de la de grupos disidentes.
En una epístola dirigida al novacianista Simpronio, Paciano de Barcelona (siglo IV) justificó la aplicación del nombre de «católicos» a sus correligionarios del pasado y del presente, y llegó a expresar: 

Christianus mihi nomen est, catholicus vero cognomen.
Cristiano es mi nombre, pero católico mi apellido.
Paciano de Barcelona, Epistula 1, 4.

En la misma carta, destacó la unidad de la Iglesia católica en contraste con la diversidad de grupos minoritarios de su tiempo, varios de los cuales tomaron los nombres de sus fundadores y cuyas doctrinas diferían de la línea de pensamiento eclesial (ebionitas, marcionitas, valentinianos, apolinaristas, montanistas y novacianistas).
El vocablo «catolicismo» se usa por lo general para hacer alusión a la experiencia religiosa compartida por las personas que viven en comunión con la Iglesia católica. Así, se refiere habitualmente tanto a las creencias de la Iglesia católica como a su comunidad de fieles.
En los países en los que el catolicismo es mayoritario, a la Iglesia católica se la conoce normalmente como «la Iglesia», término que en otros países se aplica a otras Iglesias cristianas. Según una larga tradición, existen además distintas imágenes que se han empleado para referirse a la Iglesia católica, tales como Sacramento de Cristo, Pueblo de Dios, Cuerpo místico de Cristo, Esposa de Cristo, Jerusalén de arriba, Edificación de Dios, Barca de Pedro o Nave de salvación.

## Características

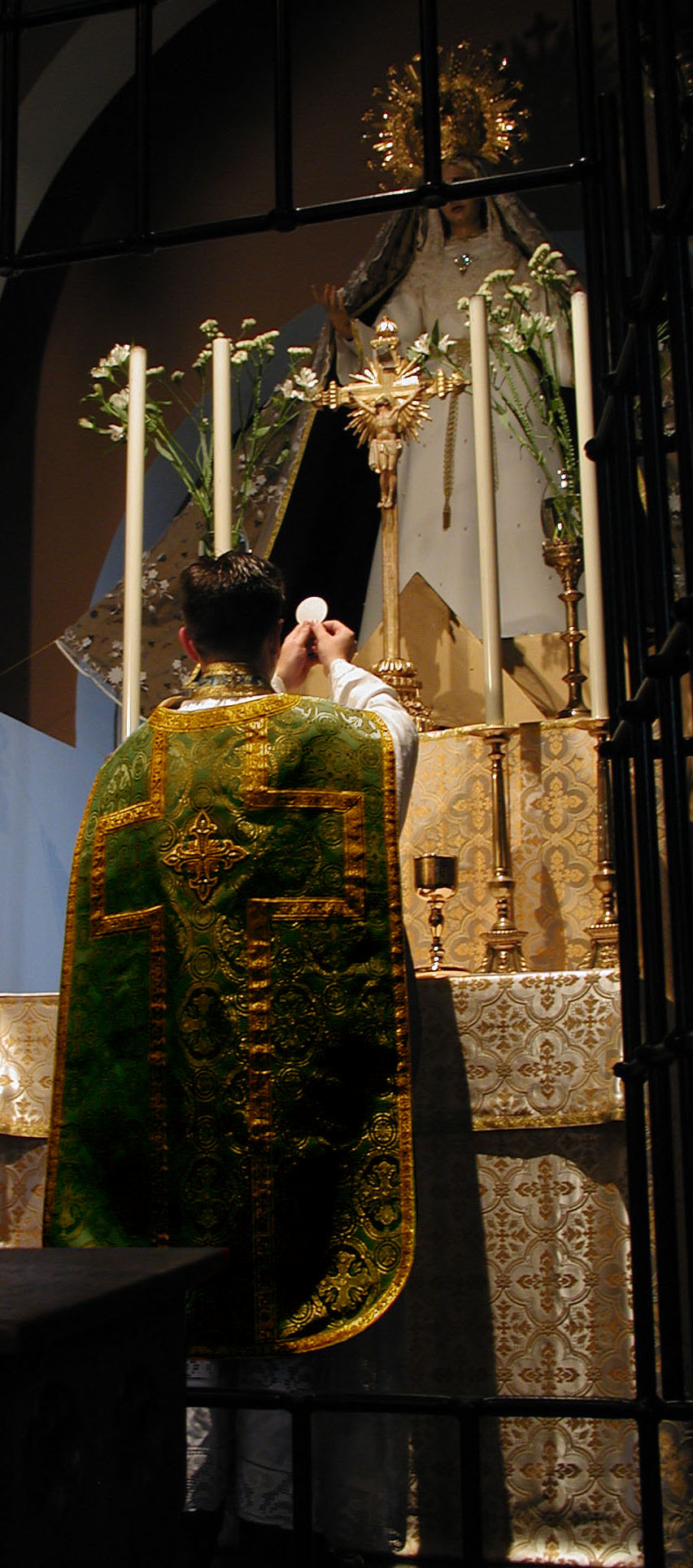
La Eucaristía, sacramento central en la Iglesia católica. La elevación en la misa según el rito romano.

La Iglesia católica se ve a sí misma y se proclama como la encargada por Jesucristo para ayudar a recorrer el camino espiritual hacia Dios viviendo el amor recíproco y por medio de la administración de los sacramentos, a través de los cuales Dios otorga la gracia al creyente.
La Iglesia católica se concibe a sí misma como la única Iglesia fundada por Cristo, y por tanto, la única auténtica frente a las demás iglesias y denominaciones cristianas que han surgido históricamente después de ella.
También, dado que considera que es una institución a la vez divina y humana está tanto fuera como dentro de la historia, en el Catecismo romano (publicado en 1566) se escribió que consta de dos partes: la Iglesia peregrina, militante o en tránsito (la que existe en la historia) y la Iglesia triunfante o celeste (al finalmente llegar a la visión de Dios); a lo que en ocasiones se añadió la iglesia purgante, sufriente o expectante (la de aquellos que murieron y aún no llegaron a la visión beatífica), siendo esta última parte de la Iglesia invisible pero aún no en su estado final.
La Iglesia católica considera que tiene encomendada la misión de elaborar, impartir y propagar la enseñanza cristiana, así como la de cuidar de la unidad de los fieles. Debe también disponer la gracia de los sacramentos a sus fieles por medio del ministerio de sus sacerdotes. Además, la Iglesia católica se manifiesta como una estructura jerárquica y colegial, cuya cabeza es Cristo, que se sirve del colegio de los apóstoles, y que en la historia posterior ejerce la autoridad mediante sus sucesores: el papa y los obispos.
La autoridad para enseñar el Magisterio de la Iglesia basa sus enseñanzas en la Revelación, que está expresada tanto en las Sagradas Escrituras como en la Sagrada Tradición.
La Iglesia católica se considera a sí misma heredera de la tradición y la doctrina de la iglesia primitiva fundada por Jesucristo y, por lo tanto, como la única representante legítima de Cristo en la Tierra. Mediante la figura de los obispos, sucesores sin interrupción de los apóstoles, cumple con el mandato de Jesús de cuidar de su ovejas.

### Atributos de la Iglesia católica
De acuerdo al Catecismo de la Iglesia católica, esta es «una, santa, católica y apostólica». Estos cuatro atributos, inseparablemente unidos entre sí, ya aparecen como tales en el Símbolo niceno-constantinopolitano del año 381, e indican rasgos esenciales de la Iglesia y de su misión, y suelen denominarse «notas de la Iglesia».
Los católicos profesan su fe en los cuatro atributos (o notas) de la Iglesia recitando el Credo de los Apóstoles o el Credo Niceno-Constantinopolitano. Las notas de la Iglesia son dogma de fe, estas son según la enseñanza oficial:
- Unidad: La Iglesia es una debido a su origen, Dios mismo. Dios es uno según la doctrina católica y la Iglesia es una debido a su fundador, Cristo. El apóstol San Pablo, en su Primera Carta a los Corintios, hace referencia a la Iglesia como cuerpo de Cristo:

Las partes del cuerpo son muchas, pero el cuerpo es uno; por muchas que sean las partes, todas forman un solo cuerpo.

En otra carta, también Pablo enseña sobre este atributo:

Mantengan entre ustedes lazos de paz y permanezcan unidos en el mismo espíritu. Un solo cuerpo y un mismo espíritu, pues ustedes han sido llamados a una misma vocación y una misma esperanza. Un solo Señor, una sola fe, un solo bautismo, un solo Dios y Padre de todos, que está por encima de todos, que actúa por todos y está en todos.

Cristo mismo enseña y ruega por esta unidad de su Iglesia:

Que todos sean uno, como tú, Padre, estás en mí y yo en ti. Que ellos también sean uno en nosotros, para que el mundo crea que tú me has enviado.

- Santidad: la Iglesia católica, a pesar de los pecados y faltas de cada uno de sus miembros que aún peregrinan en la Tierra, es en sí misma santa pues santo es su fundador y santos son sus fines y objetivos. Asimismo, es santa mediante sus fieles, ya que ellos realizan una acción santificadora, especialmente aquellos que han alcanzado un alto grado de virtud y han sido canonizados por la misma Iglesia. La Iglesia católica contiene la plenitud de los medios de santificación y salvación. Es santa porque sus miembros están llamados a ser santos.[45]
- Catolicidad: con el significado de universal la Iglesia es católica en cuanto busca anunciar la Buena Nueva y recibir en su seno a todos los seres humanos, de todo tiempo y en todo lugar, que acepten su doctrina y reciban el bautismo; dondequiera que se encuentre uno de sus miembros, allí está presente la Iglesia católica. También es católica porque Cristo está presente en ella, lo que implica que recibe de Él la plenitud de los medios de salvación.[46]
- Apostolicidad: la Iglesia católica fue fundada por Cristo sobre el fundamento de Pedro y los demás apóstoles.[47] Todo el colegio apostólico goza de autoridad y poder siempre que esté en comunión con Pedro y sus sucesores;[48] Pedro y los demás apóstoles tienen en el papa y los obispos a sus sucesores, que ejercen la misma autoridad y el mismo poder que en su día ejercieron los primeros, que fueron elegidos e instituidos por Cristo.[49] También es apostólica porque guarda y transmite las enseñanzas oídas a los apóstoles.[50]

Estos atributos se encuentran en todas las Iglesias particulares que engloba la Iglesia católica, que son las Iglesias particulares de la Iglesia latina (con ritos latinos) y las Iglesias católicas orientales (con ritos orientales); todas ellas tienen en común los mencionados atributos o características esenciales y la autoridad suprema del sumo pontífice como vicario de Cristo en la Tierra.

## Doctrina

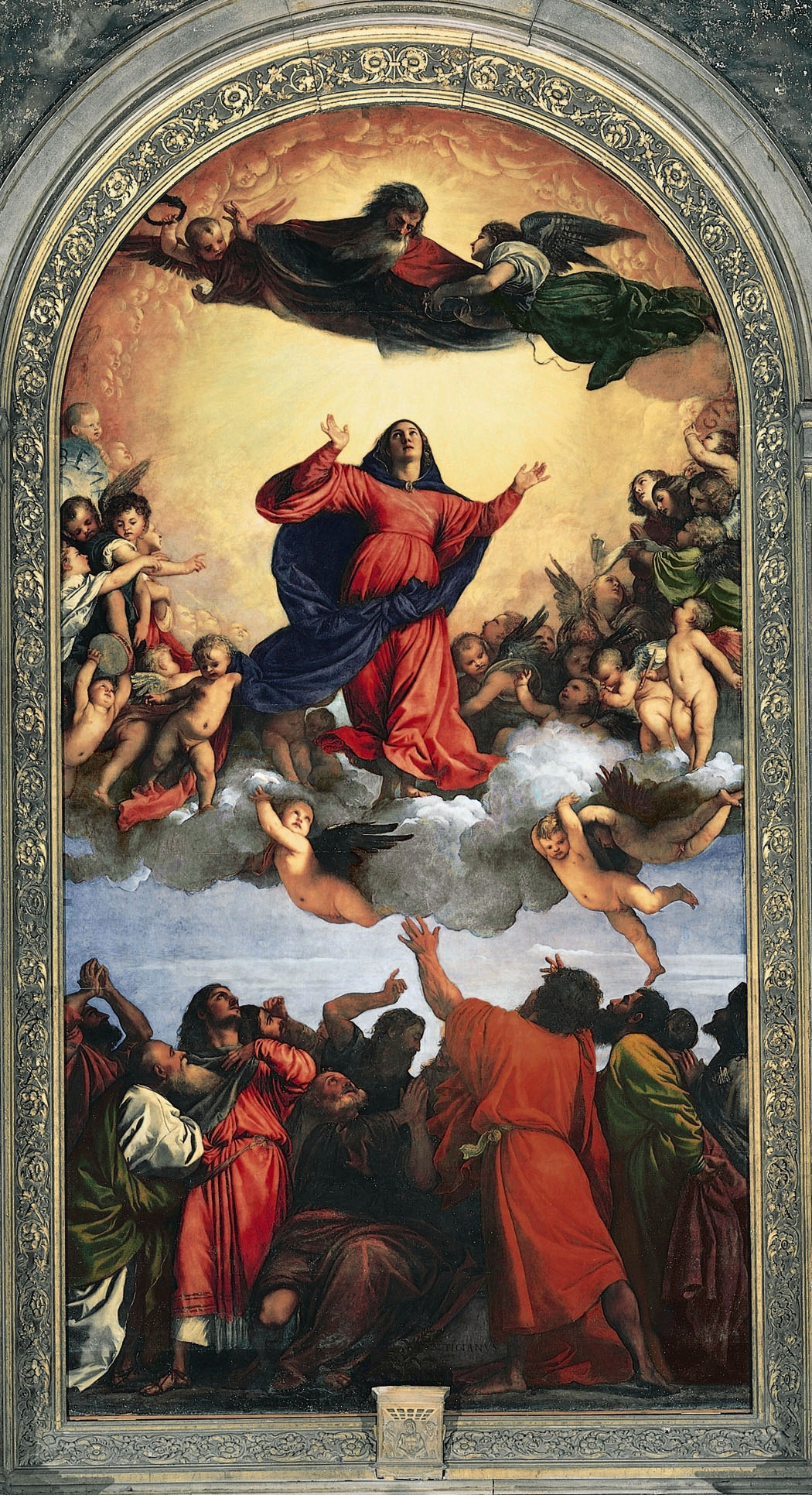
Asunción de la Virgen, Tiziano, Santa María dei Frari (Venecia). Una creencia que distingue al catolicismo del resto del cristianismo son los dogmas marianos.

La doctrina fundamental para la Iglesia católica se encuentra en el credo, que recoge las fórmulas de fe elaboradas en los primeros concilios de la historia. El credo encuentra una explicación sistemática en el Catecismo de la Iglesia católica, aprobado en 1992 por Juan Pablo II y cuya versión definitiva fue promulgada en 1997.
Una característica particular y genuina para distinguir a los católicos de los demás grupos cristianos es su aceptación de todos los concilios ecuménicos de la historia (desde el Concilio de Nicea I hasta el Concilio Vaticano II).
La noción de Revelación es central en la doctrina católica, porque bajo tal término se incluyen dos fuentes inseparables entre sí: la Sagrada Escritura y la Tradición. Una síntesis sobre este tema se encuentra en la constitución dogmática Dei Verbum del Concilio Vaticano II. Para los católicos el culmen de la Revelación es Jesucristo.
También es notable la posición que ocupa el obispo de Roma. Este recibe el título de papa y se le considera no solo obispo de su diócesis sino jefe de la Iglesia católica entera, es decir, Pastor y Doctor de todos los cristianos debido a que es considerado el sucesor de San Pedro. Su elección ha ido variando a lo largo de la historia; desde el siglo XI es elegido por el colegio cardenalicio en el cónclave. El papa hasta el día 28 de febrero de 2013 fue Benedicto XVI, el 265.º de la historia. Anunció la renuncia al pontificado el día 11 del mismo mes. El 13 de marzo del 2013 fue elegido como sumo pontífice y obispo de Roma el hasta entonces arzobispo de la ciudad de Buenos Aires, cardenal primado, Jorge Mario Bergoglio quien eligió el nombre de Francisco en honor a Francisco de Asís.
El papa goza en la Iglesia católica de un estatus de jerarquía suprema, poseyendo el primado sobre todos los demás obispos y la plenitud de la potestad de régimen (como se denomina en la Iglesia católica al poder legislativo, ejecutivo y judicial), la cual puede ejercer de forma universal, inmediata y suprema sobre todos y cada uno de los pastores y de los fieles católicos. La autoridad del obispo de Roma, su jerarquía dentro del magisterio de la Iglesia católica ha sido expuesta en diversos momentos de la historia y de modo especial en el Concilio Vaticano I.
Otras partes de la doctrina católica, sobresalientes y distintivas en relación con el resto de los cristianos, son la creencia en el Dogma de la Inmaculada Concepción, y en la Asunción de María, madre de Jesús, así como la fe en la autoridad espiritual efectiva de la Iglesia católica para perdonar pecados y remitir las penas temporales debidas por ellos, mediante el Sacramento de la Penitencia y las indulgencias.
Otro dogma sobresaliente en la Iglesia católica es la creencia en la presencia real de Jesucristo en la Eucaristía, en que mediante el cambio que es llamado transubstanciación el pan y el vino presentados en el Altar se convierten en el cuerpo y en la sangre de Cristo.
Según la doctrina católica, la Salvación del alma se obtiene por medio de la fe en Jesucristo y de las buenas obras, lo que constituye un punto diferencial clave con otros grupos cristianos como los Protestantes y Evangélicos, los cuales predican que solamente la fe en Jesucristo es necesaria para la salvación del alma, siendo las obras una consecuencia de esta.

### Mandamientos de la Iglesia

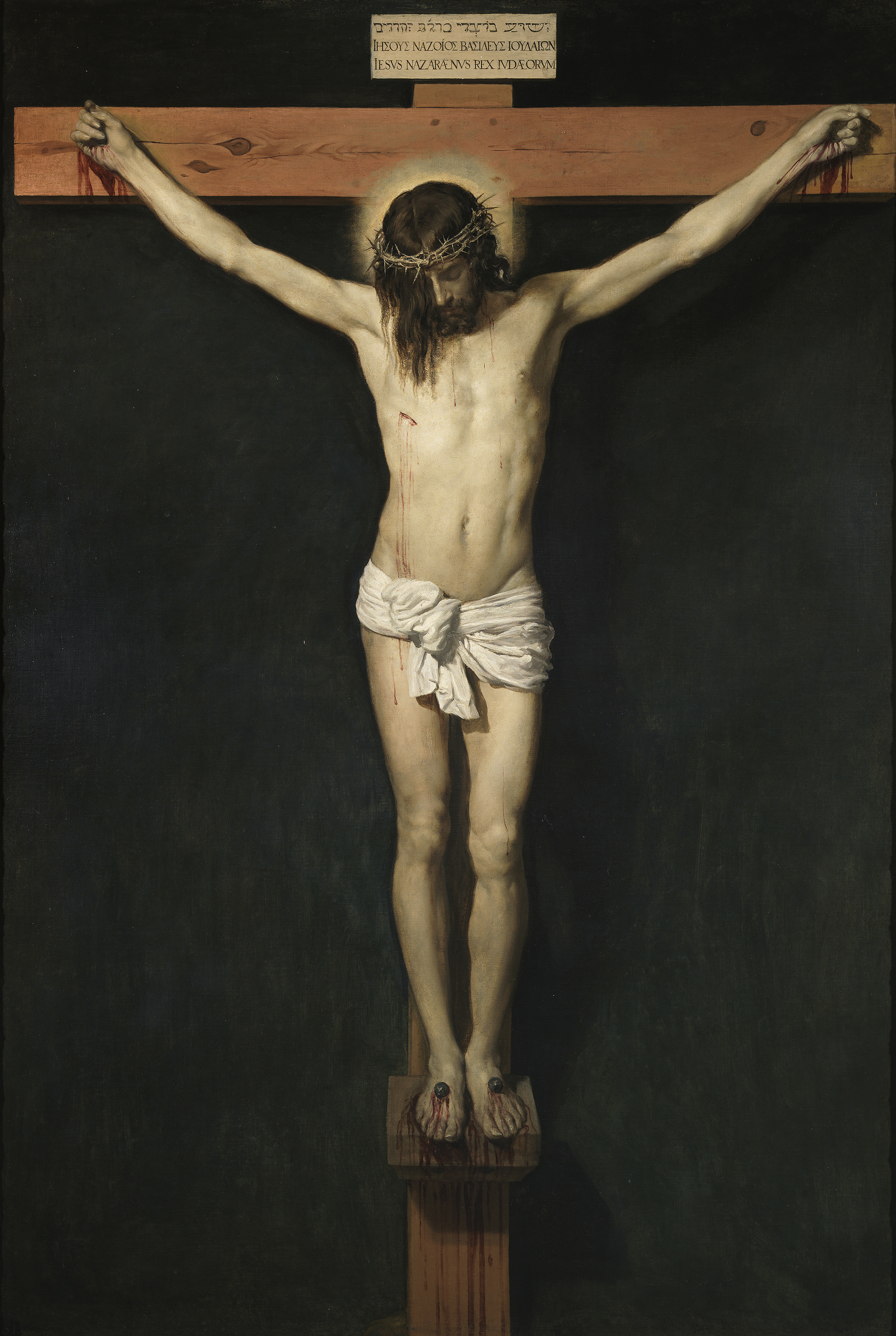
Entre los preceptos de la Iglesia católica se incluye la guarda de ayuno y abstinencia en Viernes Santo, día en que se oficia la celebración de la Pasión del Señor.

Los mandamientos de la Iglesia son cinco preceptos promulgados por la autoridad eclesiástica que se refieren a la vida litúrgica de los fieles, que promueven su acercamiento a los sacramentos, y que tienen como objetivo garantizar un mínimo en el espíritu de oración y en el esfuerzo moral, en el crecimiento del amor de Dios y del prójimo.
Los cinco mandamientos de la Iglesia son:
1. Oír misa entera todos los domingos y fiestas de guardar.
2. Confesar los pecados mortales al menos una vez cada año, y en peligro de muerte, y si se ha de comulgar.
3. Comulgar al menos por Pascua de Resurrección.
4. Ayunar y abstenerse de comer carne cuando lo manda la Santa Madre Iglesia.
5. Ayudar a la Iglesia en sus necesidades.

## Sacramentos
Para la Iglesia católica, los sacramentos son signos eficaces de la gracia de Dios, celebrados bajo ritos visibles, que fueron instituidos por Cristo y confiados a la Iglesia, mediante los cuales se dispensa la vida divina a todas personas que los reciben con la disposición adecuada.
Existen siete sacramentos: bautismo, confirmación, eucaristía, penitencia, unción de enfermos, orden sacerdotal y matrimonio. Los sacramentos se corresponden a todas las etapas y momentos importantes de la vida del creyente, estableciendo un paralelismo entre las etapas de la vida natural y las etapas de la vida espiritual. Así, los sacramentos se pueden clasificar en tres grupos: los "sacramentos de la iniciación cristiana", los "sacramentos de curación" y los "sacramentos al servicio de la comunión y la misión de los fieles".

### Sacramentos de iniciación cristiana

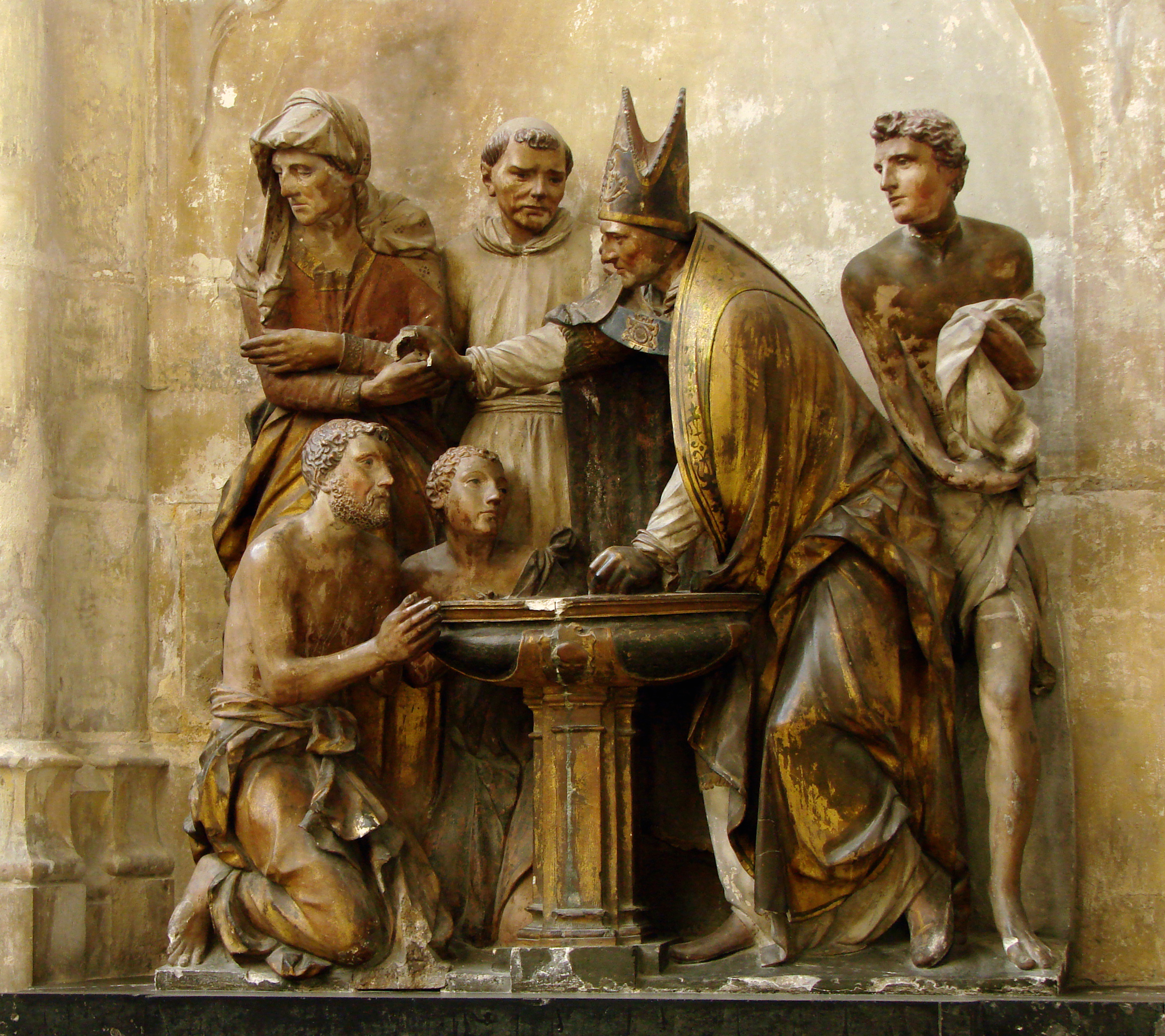
Bautismo de Agustín de Hipona representado en un grupo escultórico de la catedral de Troyes (1549), Francia.

- Bautismo: Es el fundamento de toda la vida cristiana, el pórtico de la vida en el espíritu y la puerta que abre el acceso a los otros sacramentos. Por el Bautismo los cristianos son liberados del pecado y regenerados como hijos de Dios, llegan a ser miembros de Cristo y son incorporados a la Iglesia y hechos partícipes de su misión.[61]
- Confirmación: Con el bautismo y la eucaristía, el sacramento de la confirmación constituye el conjunto de los "sacramentos de la iniciación cristiana". La confirmación une a los bautizados más íntimamente a la Iglesia y "los enriquece con una fortaleza especial del Espíritu Santo. De esta forma se comprometen mucho más, como auténticos testigos de Cristo, a extender y defender la fe con sus palabras y sus obras" (LG 11; cf OCf, Praenotanda 2)[62]
- Eucaristía: Este sacramento culmina la iniciación cristiana. Los que han sido elevados a la dignidad del sacerdocio real por el bautismo y configurados más profundamente con Cristo por la confirmación, participan por medio de la Eucaristía con toda la comunidad en el sacrificio mismo del Señor.[63] Para la Iglesia católica la eucaristía no representa un mero símbolo sino que es Jesucristo mismo con su cuerpo, sangre, alma y divinidad allí presentes.

### Sacramentos de curación

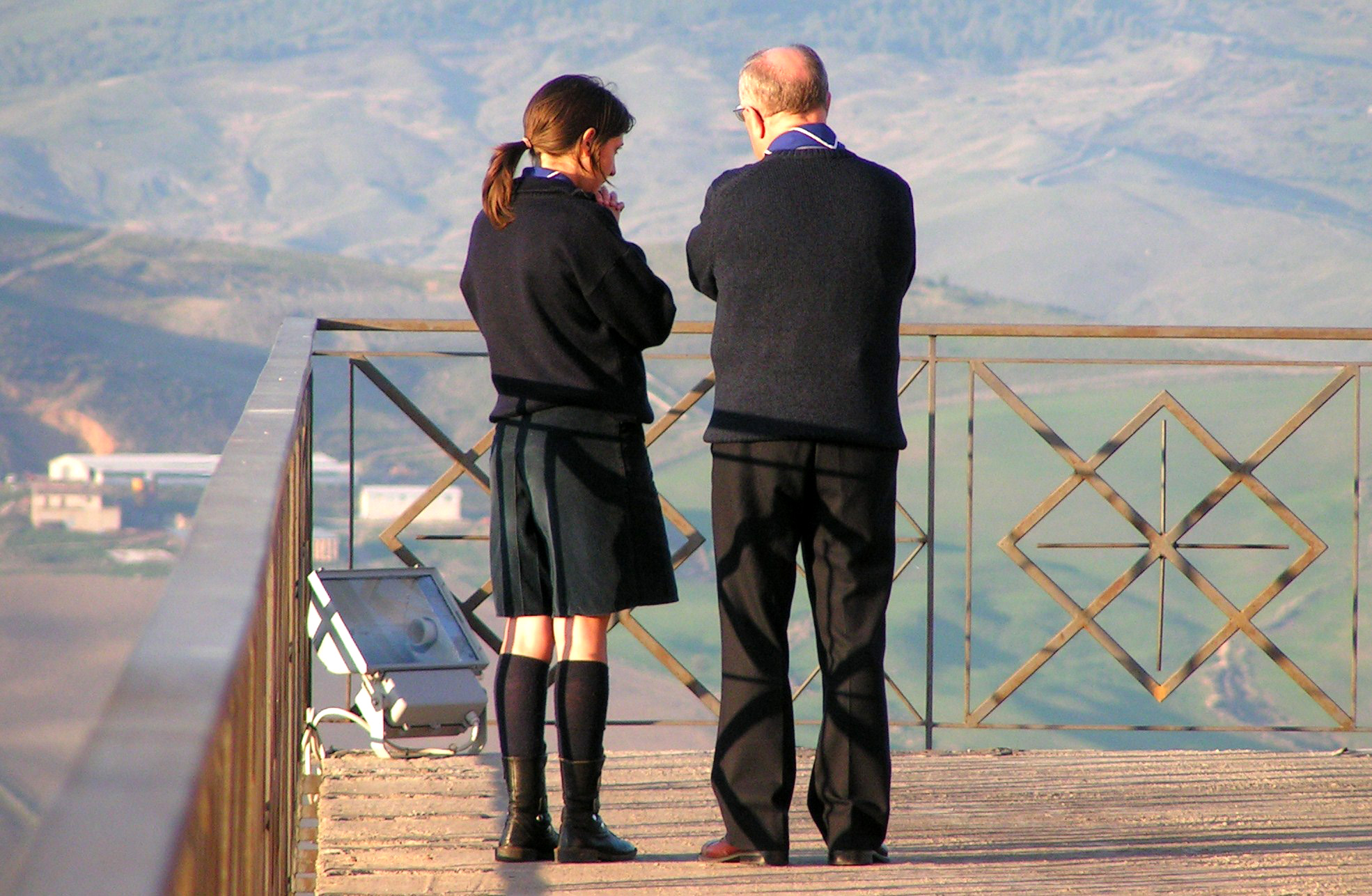
Joven scout recibiendo el sacramento del perdón o de la penitencia.

- Penitencia: Mediante este sacramento los fieles obtienen de la misericordia de Dios el perdón de los pecados cometidos contra él y se reconcilian con la Iglesia. Recibe el nombre de sacramento de conversión, ya que realiza sacramentalmente la llamada de Cristo a la conversión, la vuelta al Padre del que el hombre se había alejado por el pecado; sacramento de la penitencia, al consagrar un proceso personal y eclesial de conversión, de arrepentimiento y de reparación por parte del cristiano pecador; sacramento de la confesión, porque la manifestación de los pecados ante el sacerdote es un elemento esencial de este sacramento; sacramento del perdón porque Dios concede al penitente "el perdón y la paz"; y sacramento de reconciliación, porque otorga al pecador el amor de Dios que reconcilia.[64]
- Unción de los enfermos: Con la sagrada unción de los enfermos y con la oración de los presbíteros, toda la Iglesia entera encomienda a los enfermos al Señor sufriente y glorificado para que los alivie y los salve. Incluso los anima a unirse libremente a la pasión y muerte de Cristo; y contribuir, así, al bien del Pueblo de Dios" (LG 11).[65]

### Sacramentos al servicio de la comunidad

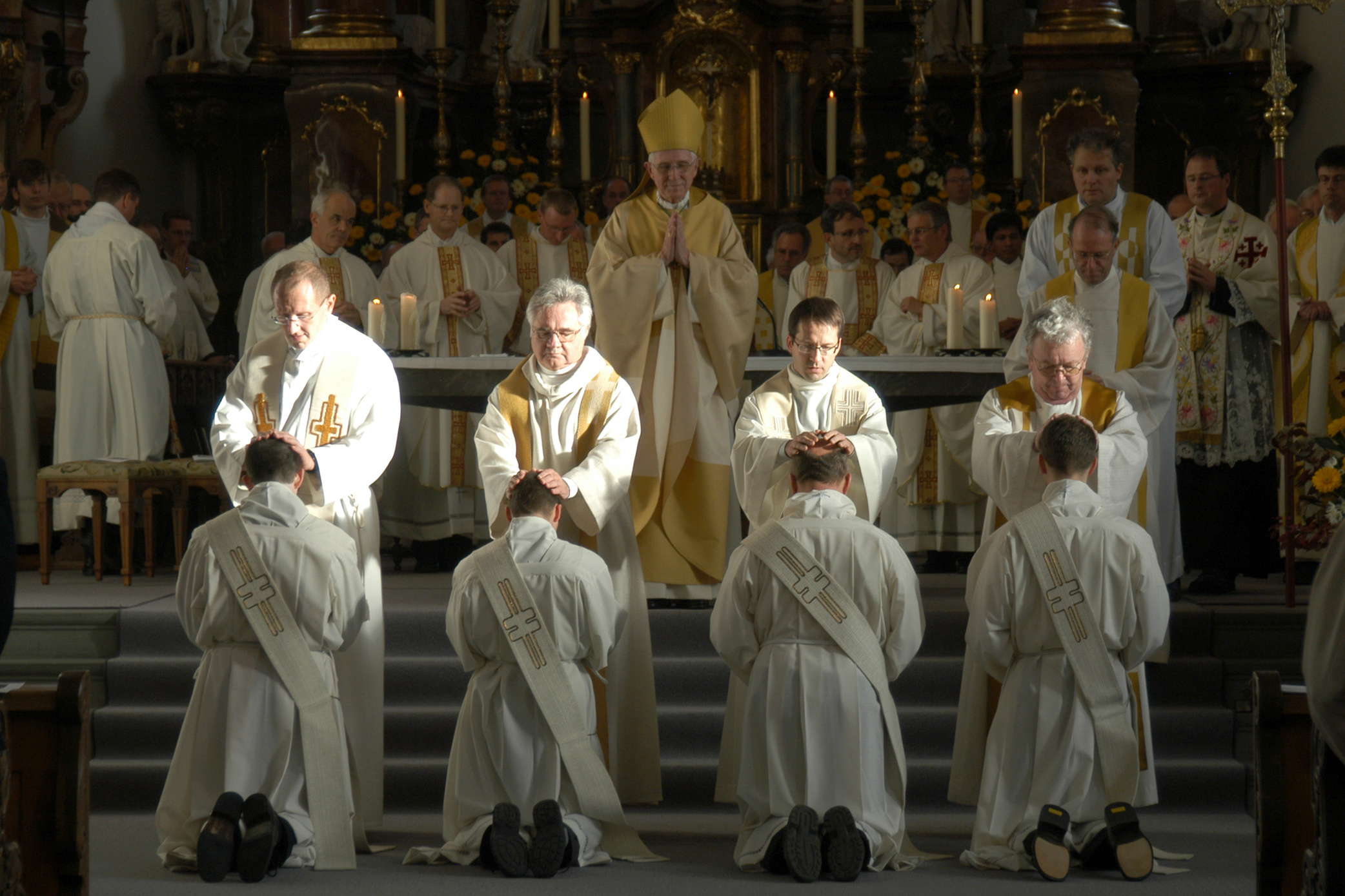
Rito de ordenación sacerdotal.

- Orden sacerdotal: El Orden es el sacramento gracias al cual la misión confiada por Cristo a sus Apóstoles sigue siendo ejercida en la Iglesia hasta el fin de los tiempos: es, pues, el sacramento del ministerio apostólico. Comprende tres grados: el diaconado, el presbiterado y el episcopado.[66] Es el único sacramento que solo puede ser recibido por los hombres.

- Matrimonio: "La alianza matrimonial, por la que el varón y la mujer constituyen entre sí un consorcio de toda la vida, ordenado por su misma índole natural al bien de los cónyuges y a la generación y educación de la prole, fue elevada por Cristo Nuestro Señor a la dignidad de sacramento entre bautizados" (CIC, can. 1055,1)[67]

## Organización
La Iglesia católica tiene miembros en la mayoría de los países de la Tierra, aunque su proporción en la población varía desde una mayoritaria en algunos a casi nula en otros. Es una organización jerárquica en la que el clero ordenado está dividido en obispos, presbíteros y diáconos. El clero está organizado de forma jerárquica, pero tiene en cuenta la comunión de los fieles. Cada miembro del clero depende de una autoridad superior, pero la autoridad superior debe ejercer su gobierno teniendo en cuenta la comunidad, a través de consultas, reuniones e intercambio de ideas.[cita requerida]

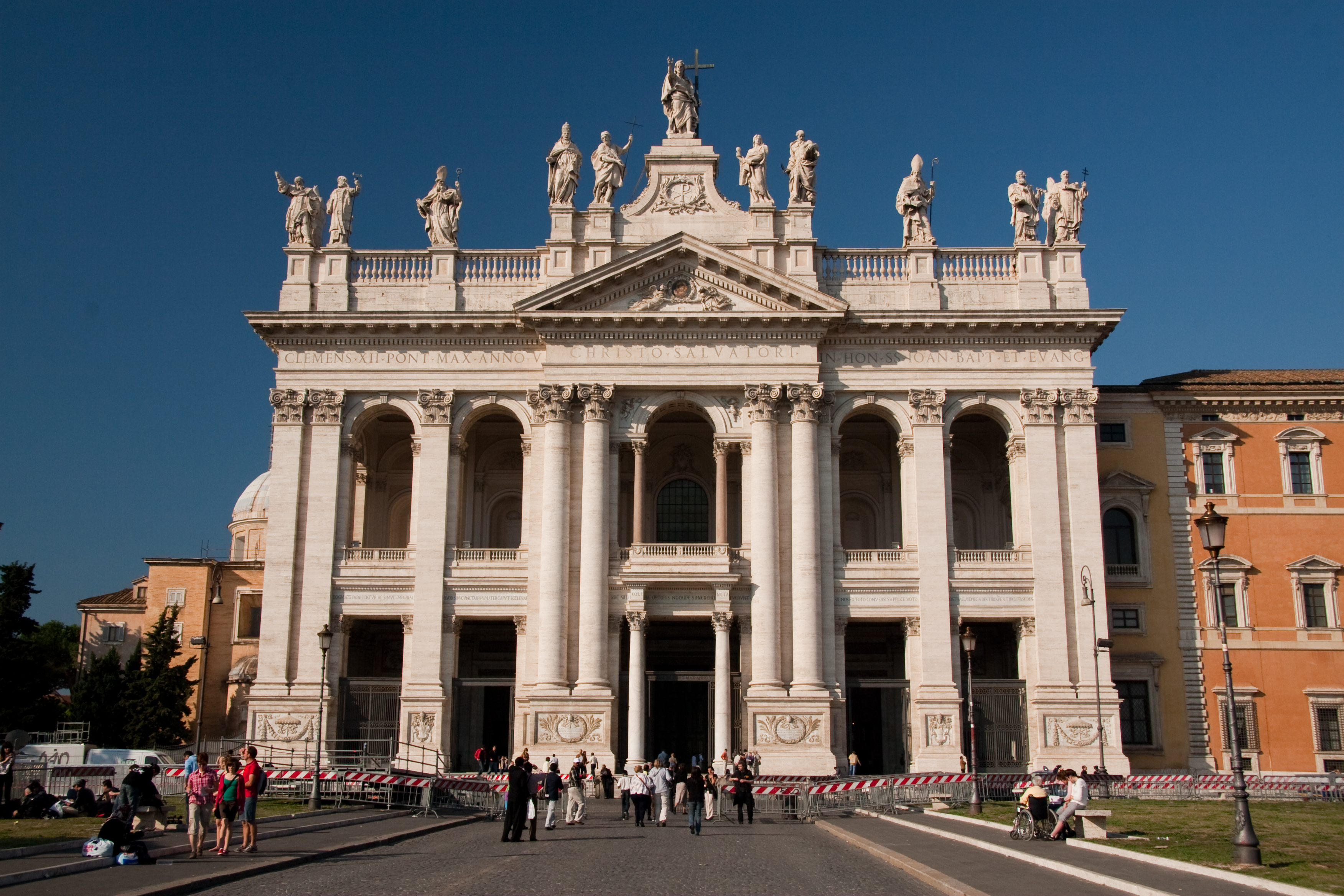
Basílica de San Juan de Letrán, catedral de Roma y Madre y Cabeza de todas las iglesias del Mundo, por su condición de sede del romano pontífice.

### Organización territorial
La Iglesia católica se organiza en diócesis o Iglesias particulares, cada una bajo la autoridad de un obispo; algunas de estas, de mayor rango, son llamadas arquidiócesis (o archidiócesis) y están bajo la autoridad de un arzobispo. En las iglesias orientales católicas, estas circunscripciones suelen llamarse eparquías y archieparquías, respectivamente. Según datos de noviembre de 2022, hay 2895 diócesis en todo el mundo, de las cuales 643 son arquidiócesis. La diócesis de Roma, que incluye el territorio de la Ciudad del Vaticano, es la sede papal. Asimismo, existen 9 patriarcados (3 latinos y 6 orientales), 10 exarcados patriarcales y 5 territorios dependientes de patriarcas.
Algunos territorios, sin llegar a considerarse diócesis, funcionan en la práctica como tales: son las prelaturas y abadías territoriales, regidas por un prelado o un abad, respectivamente. Actualmente, existen 40 prelaturas territoriales, casi el 80% de ellas en América Latina (sobre todo en Brasil y Perú), y 11 abadías territoriales, más de la mitad en Italia, así como 1 prelatura personal (la Prelatura de la Santa Cruz y Opus Dei), con sede en Italia, 36 ordinariatos militares, 9 ordinariatos orientales (3 de rito armenio y 6 para fieles de ritos orientales que se encuentran en territorios sin eparca, es decir obispo, de su propio rito) y 3 ordinariatos personales para los fieles convertidos del anglicanismo (católicos de rito anglicano): Cátedra de San Pedro en los Estados Unidos y Canadá, Nuestra Señora de Walsingham en el Reino Unido y Nuestra Señora de la Cruz del Sur en Australia.

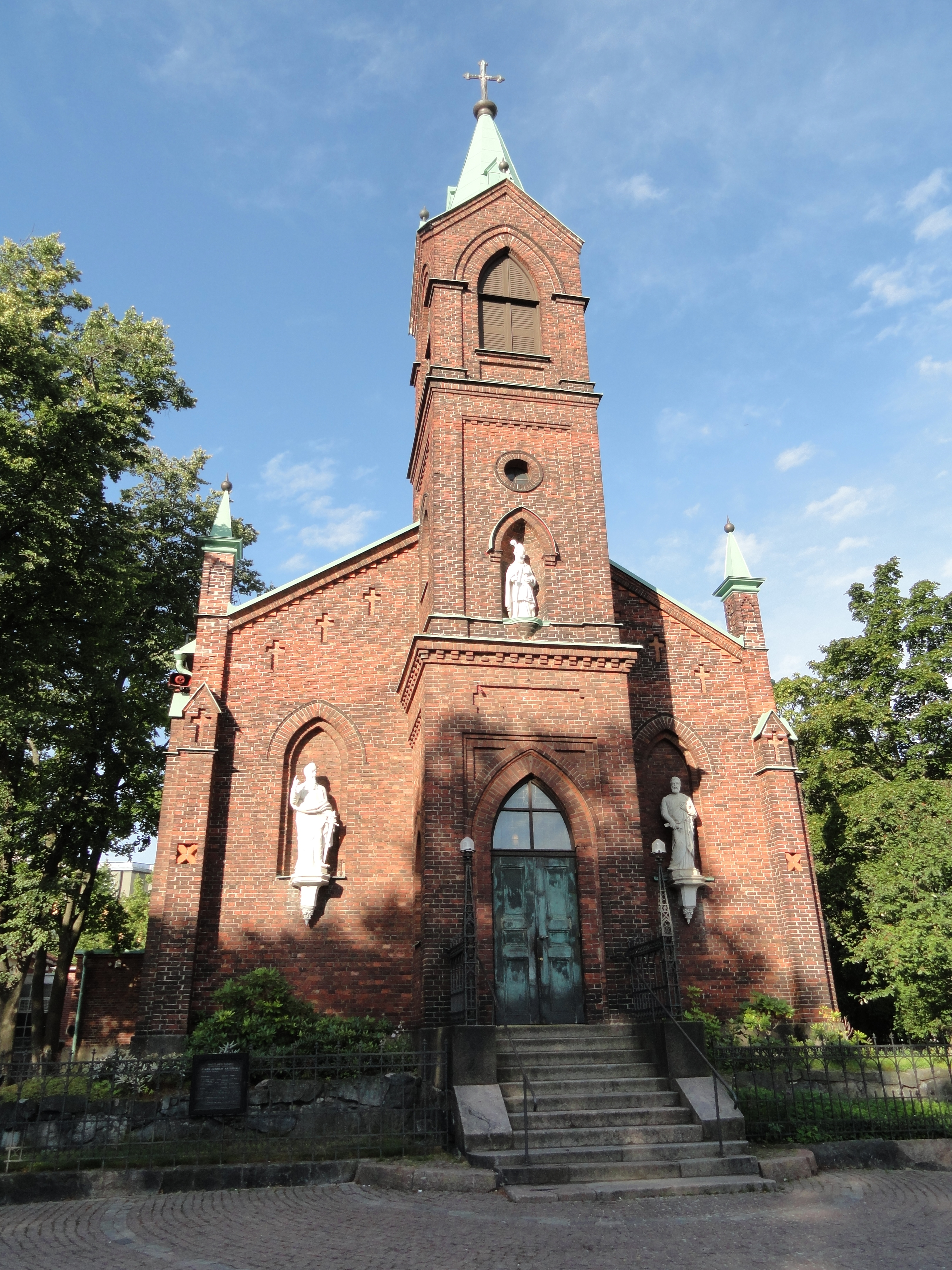
La Catedral de San Enrique, la iglesia principal de la diócesis católica de Helsinki.

Las diócesis pueden agruparse en provincias eclesiásticas y estas, a su vez, en regiones eclesiásticas. La arquidiócesis que preside una provincia eclesiástica es llamada metropolitana. En ocasiones, la provincia eclesiástica está conformada únicamente por la arquidiócesis metropolitana. De las 643 arquidiócesis existentes, 563 son metropolitanas (de las cuales 5 son sedes de iglesias católicas orientales metropolitanas), 4 son archieparquías mayores (una de ellas posee además 5 exarcados archiepiscopales, en Ucrania) y las restantes 76 son llamadas arquidiócesis archiepiscopales.
Los territorios en donde la organización de la Iglesia aún no es suficiente para erigir una diócesis (o una eparquía) son dirigidos por un vicario (o exarca) y son llamados vicariatos (o exarcados) apostólicos; actualmente existen 82 vicariatos apostólicos (sobre todo en América; pero también en África, Asia y 2 en Europa) y 14 exarcados apostólicos (en Europa y América; pero también uno en China). Si la organización es muy incipiente, se erigen prefecturas apostólicas (actualmente existen 39, casi las tres cuartas partes en China). Por razones graves, se erigen administraciones apostólicas estables (actualmente existen 8, en Europa y Asia); además, existe la Administración Apostólica Personal de San Juan María Vianney, en Brasil (diócesis de Campos), para los fieles que se adhieren al "rito romano extraordinario" o Misa tridentina. En los territorios en que la Iglesia aún no ha penetrado oficialmente, se organizan misiones independientes sui iuris (actualmente existen 8).

### Organización de gobierno
El gobierno de la Iglesia católica reside en los obispos considerados como colegio cuya cabeza es el obispo de Roma, el papa. La potestad de este colegio sobre la Iglesia en su totalidad se ejerce de modo solemne en el concilio ecuménico, asamblea de todos los obispos del mundo presidida por el papa, que es convocado cuando hay que tomar las decisiones más importantes, en materia de fe (dogmas), de moral o por otras razones pastorales. Cada uno de los obispos, por su parte, es el principio y fundamento visible de unidad en su Iglesia particular. Los obispos tienen la misión de enseñar, de santificar y de gobernar con su autoridad y potestad sagrada.

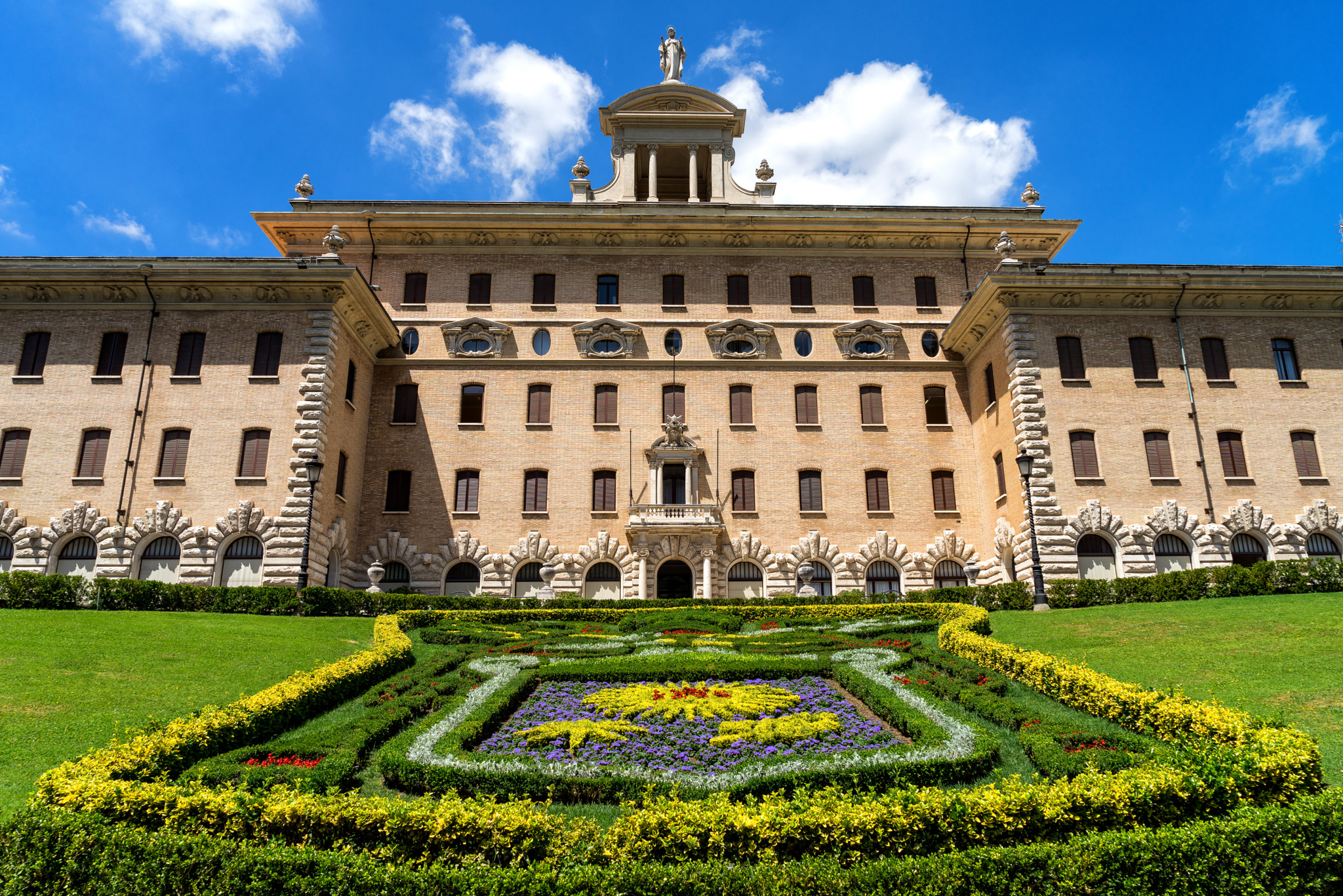
Edificio del Gobierno de la Iglesia católica en la Ciudad del Vaticano.

En la Iglesia latina los poderes del obispo metropolitano en las diócesis sufragáneas son muy limitados.En cambio, en cada Iglesia patriarcal católica oriental, también está presente la figura del patriarca, el cual, tiene autoridad sobre todos los obispos, incluidos los metropolitas, y los otros fieles de la Iglesia por él presidida. Lo mismo va para el arzobispo mayor en su iglesia particular sui iuris y para el metropolita en una Iglesia sui iuris.
Otra figura de gran importancia en la Iglesia es la de los cardenales, los cuales, son elegidos personalmente por el papa. Su función esencial es elegir al sucesor del papa, cuando él muere o renuncia. Además, el papa en su actividad por la Iglesia católica universal suele hacerse ayudar y asesorar por ciertos cardenales en la administración de la Santa Sede y la Curia Romana, pero no exclusivamente por cardenales.
Por otro lado, los obispos de un país pueden organizarse en una conferencia episcopal (o asamblea de ordinarios, en Oriente), cuyos cargos son electivos entre los obispos de la misma nación. También existen organizaciones inter-diocesanas que involucran a más de un país. Tenemos así:
- 114 Conferencias episcopales.
- 6 Asambleas de ordinarios.
- 6 Sínodos patriarcales, 1 por cada Iglesia patriarcal (aquellas iglesias orientales encabezadas por un patriarca).
- 4 Sínodos Archiepiscopales Mayores, 1 por cada Iglesia Archiepiscopal Mayor (aquellas iglesias orientales presididas por un arzobispo mayor).
- 3 Concilios de Iglesias, 1 por cada Iglesia Metropolitana (aquellas iglesias orientales presididas por un arzobispo metropolitano).
- 13 Conferencias Internacionales diversas.

### Congregaciones y órdenes
Las órdenes religiosas no forman parte en cuanto órdenes de la jerarquía de la Iglesia católica, pero dependen del papa y de los obispos de formas diversas. Ellas pueden ser de dos tipos:
- Órdenes religiosas de derecho diocesano: dependen del obispo de la diócesis en la que han sido reconocidas.
- Órdenes religiosas de derecho pontificio: dependen directamente del papa, aunque deben trabajar en comunión con los obispos de las diócesis en las que actúan.

Las congregaciones y órdenes religiosas son establecidas conforme a los tres votos básicos de pobreza, castidad y obediencia. El origen de cada una se explica, según los católicos, por una inspiración dada al fundador, que debe ser reconocida como auténtica por las autoridades jerárquicas. Tal inspiración o carisma se concreta en constituciones que valen solo si son aprobadas por las autoridades jerárquicas, y según las cuales deben vivir los miembros de cada orden o congregación. Después del renacimiento, los nuevos movimientos fundados dejan de recibir el nombre orden y se llaman congregaciones. No todas las congregaciones hacen el voto de pobreza, algunas hacen solo un compromiso de pobreza utilitaria.
Dentro de la Iglesia católica se encuentran muchas órdenes religiosas monásticas de frailes y monjas, así como también congregaciones e Institutos de vida religiosa. Sus miembros suelen hacer los votos de obediencia, pobreza y castidad; de todos modos los votos a realizar quedan a disposición de la cada institución. Todos ellos dedican sus vidas enteramente a Dios. Otras prácticas religiosas incluyen el ayuno, la meditación, la oración, la penitencia y la peregrinación.
Entre los principales fundadores se encuentran los siguientes santos:

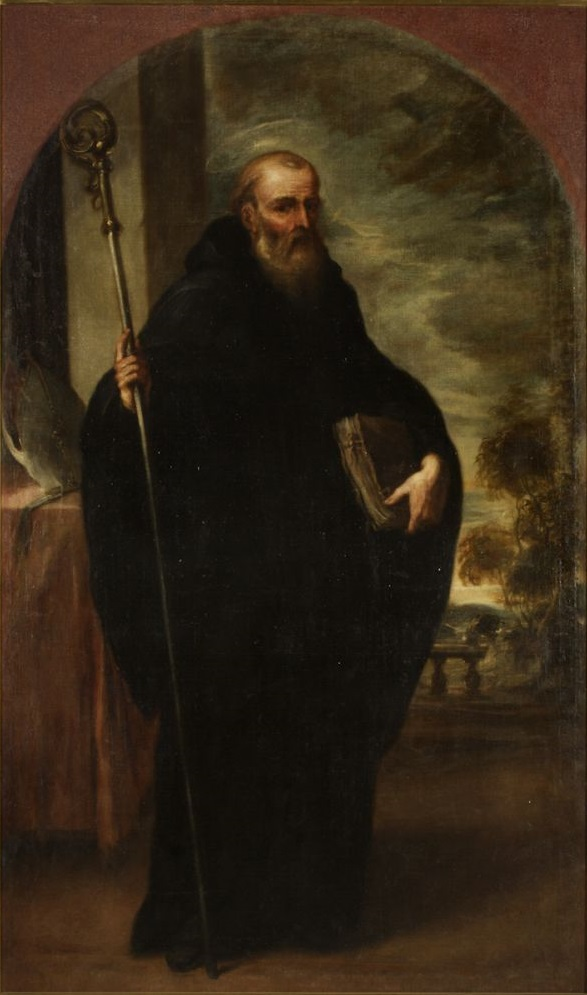
Benito de Nursia, fundador de la orden de los benedictinos y patrón de Europa
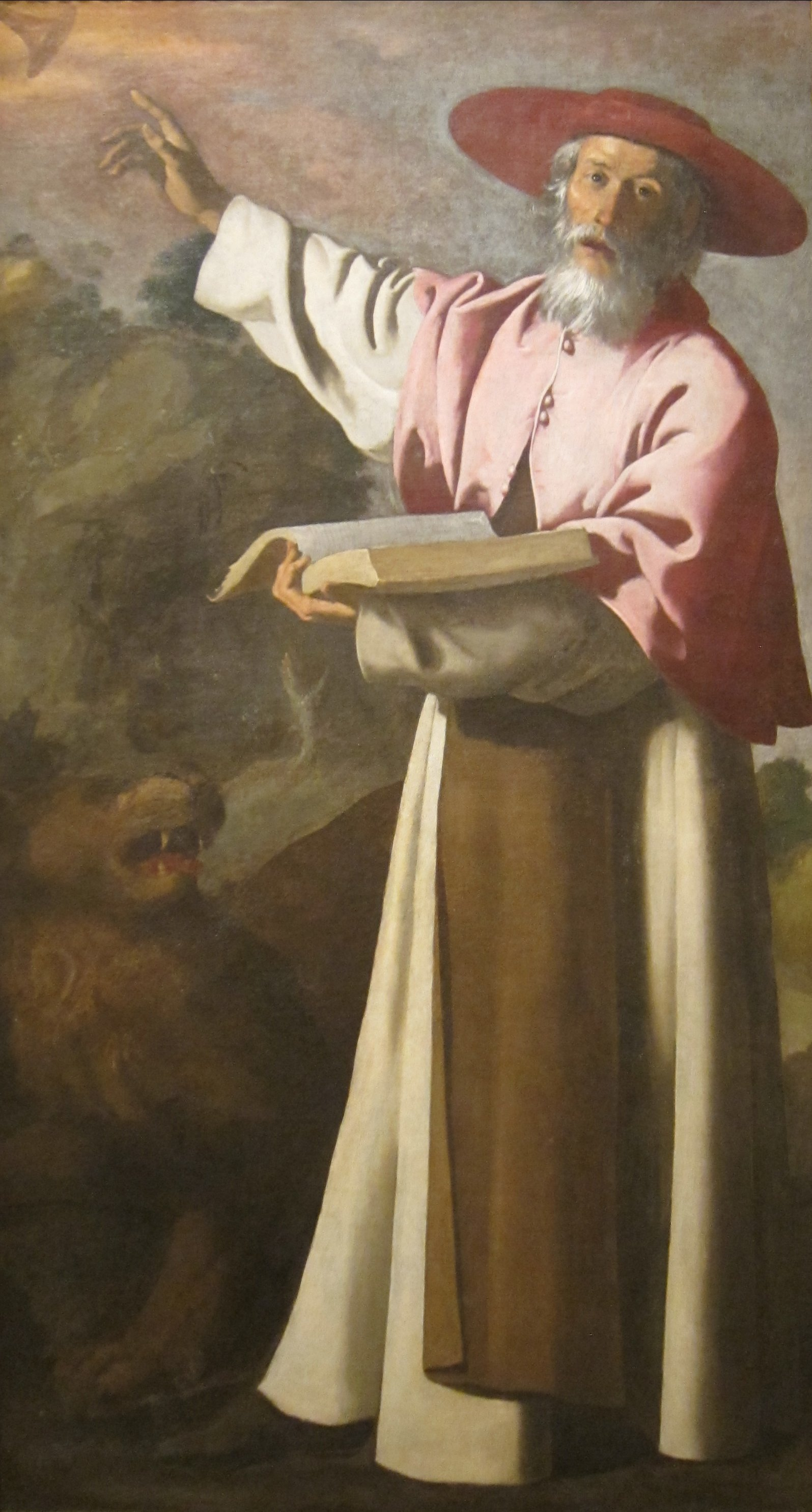
Jerónimo de Estridón, doctor de la Iglesia e inspirador de la fundación de la Orden de San Jerónimo
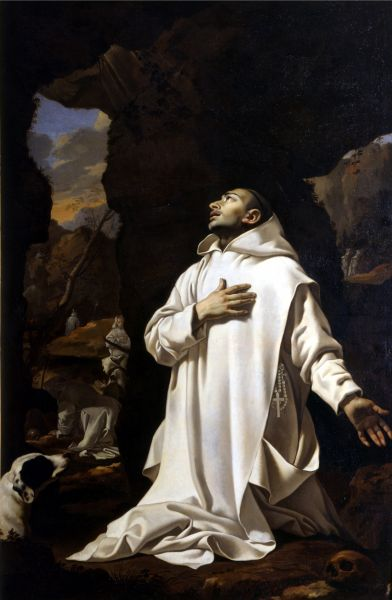
Bruno de Colonia, fundador de la Orden de los Cartujos
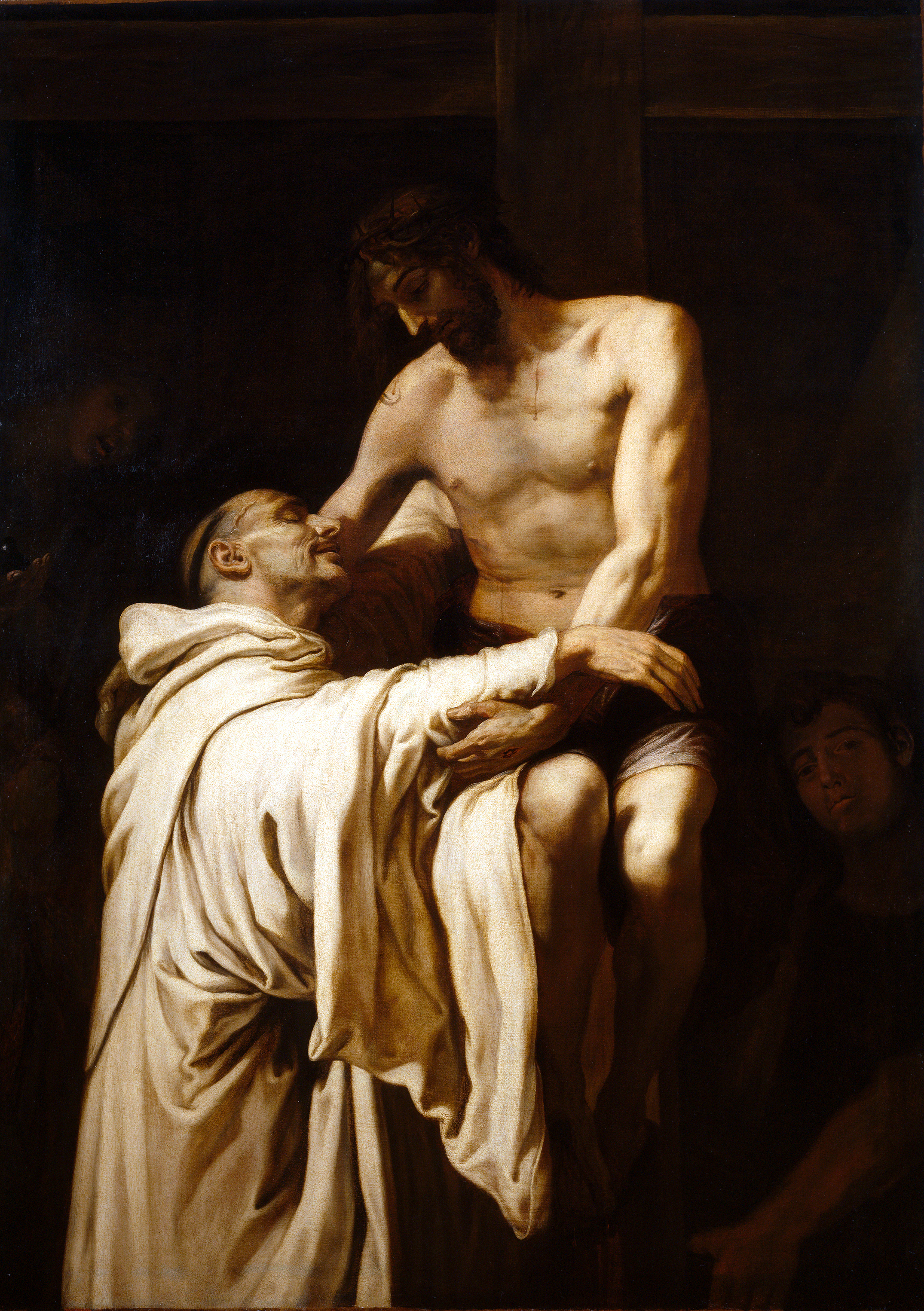
Bernardo de Claraval, doctor de la Iglesia y maestro espiritual de la orden del Císter del siglo XII, representado en la imagen abrazando a Cristo.
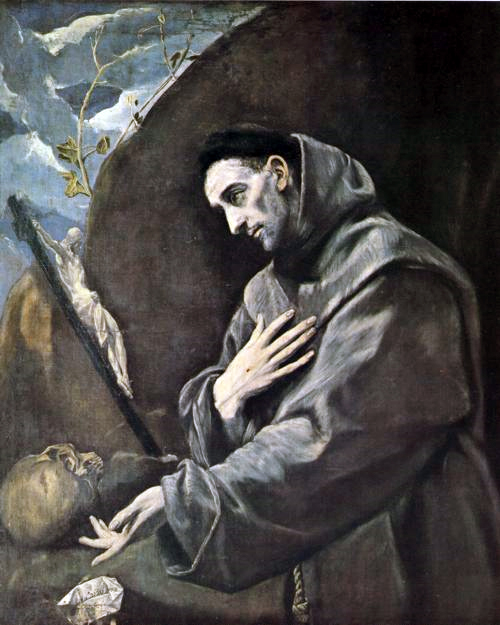
Francisco de Asís, fundador de la orden franciscana y maestro de la vida espiritual del siglo XIII.
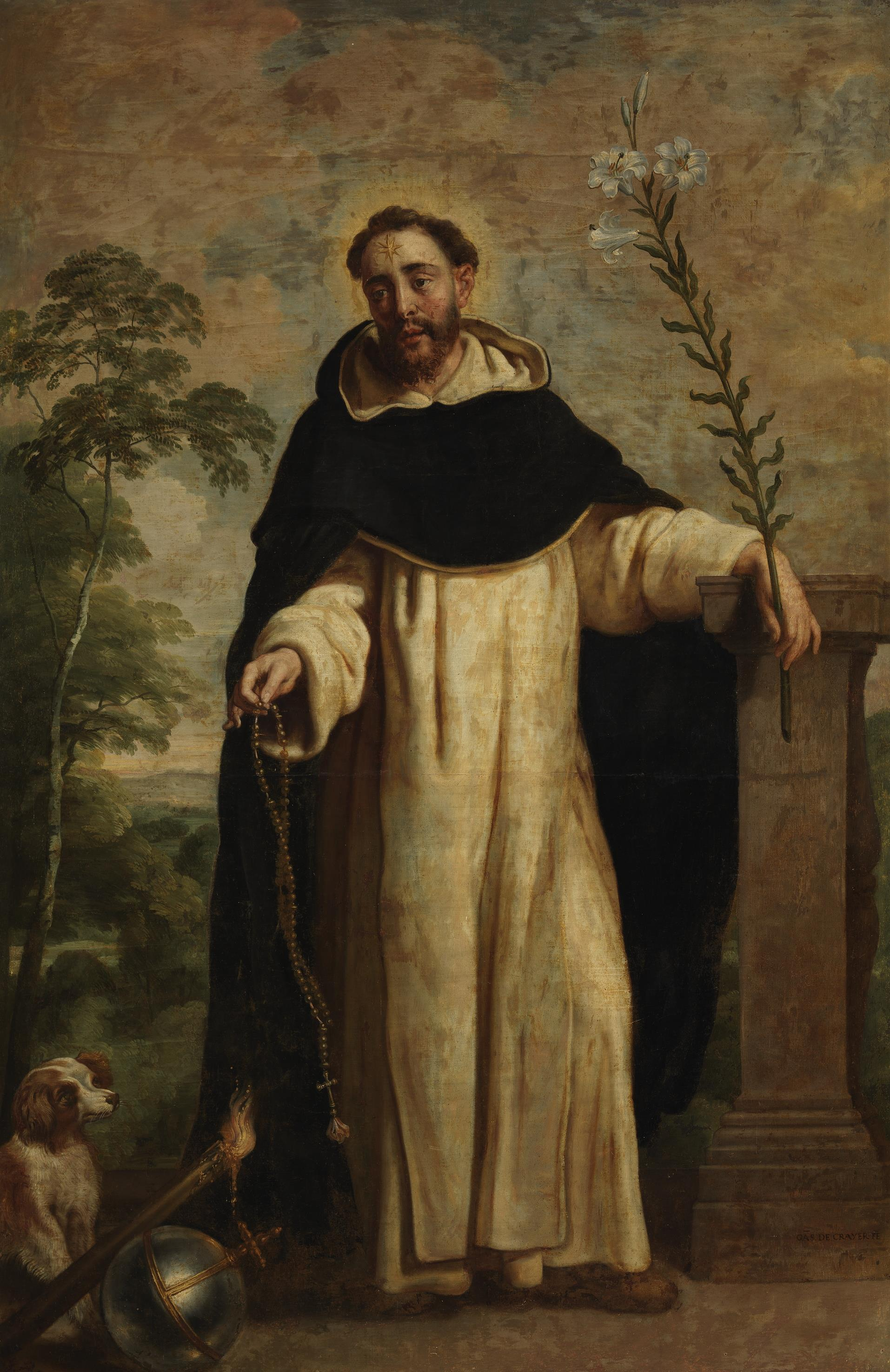
Domingo de Guzmán, fundador de la orden de los Predicadores a comienzos del siglo XIII.
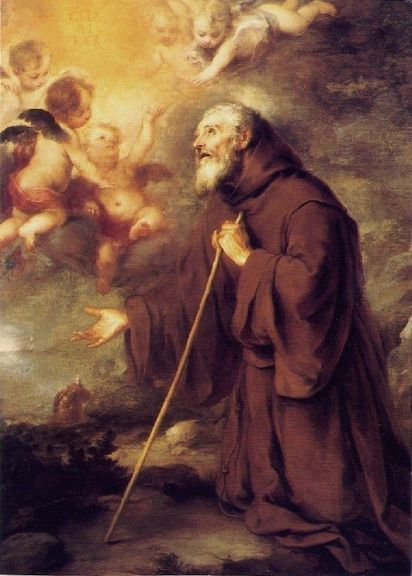
Francisco de Paula, fundador de la Orden de los Mínimos en el siglo XV.
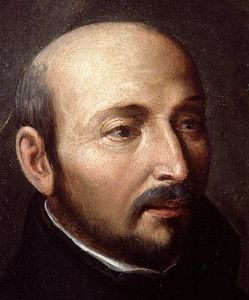
Ignacio de Loyola, fundador de la Compañía de Jesús y uno de los grandes maestros de la vida espiritual del siglo XVI.
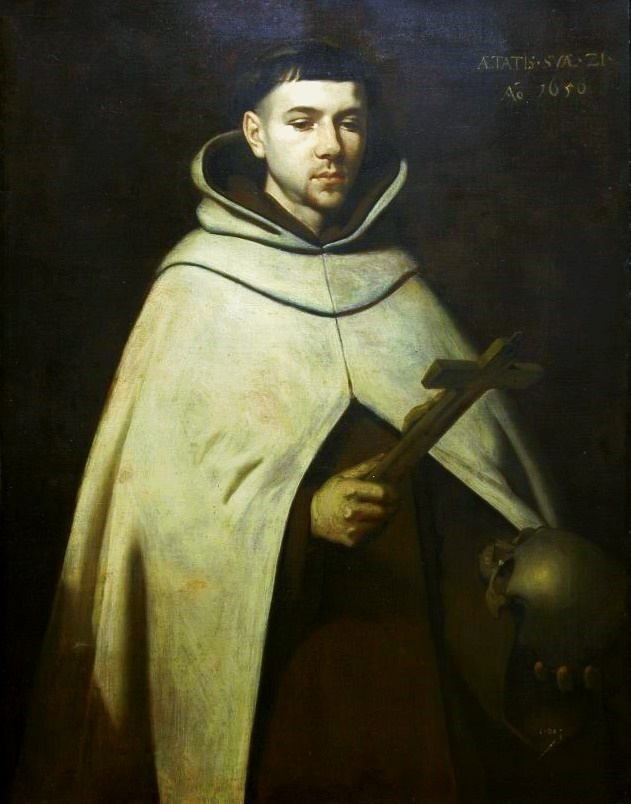
Juan de la Cruz, cofundador con Teresa de Jesús de la Orden de Carmelitas Descalzos en el siglo XVI, doctor de la Iglesia y maestro místico de la vida espiritual.
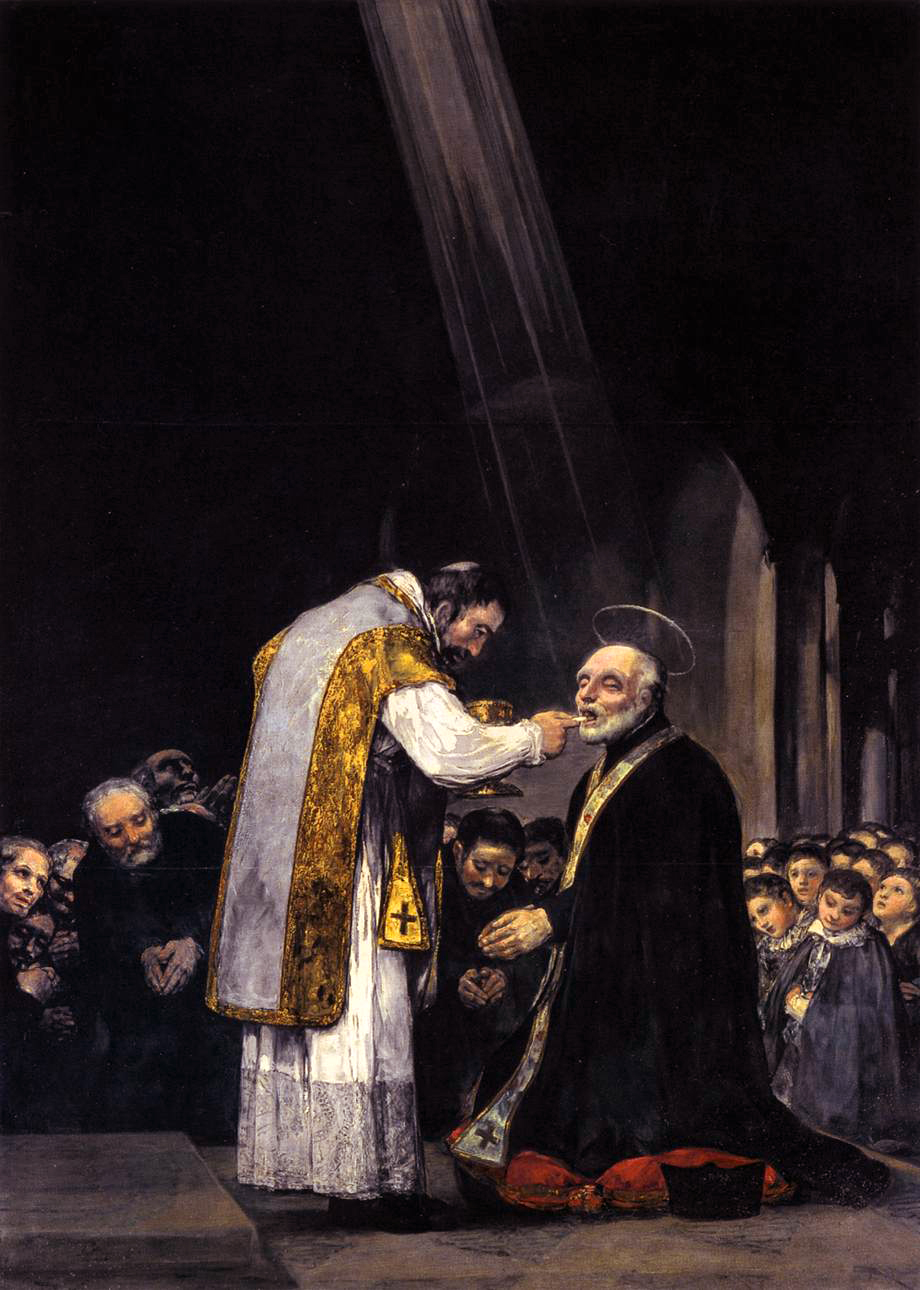
José de Calasanz, fundador en el siglo XVII de la Orden de los Clérigos Regulares pobres de la Madre de Dios de las Escuelas Pías o Escolapios).
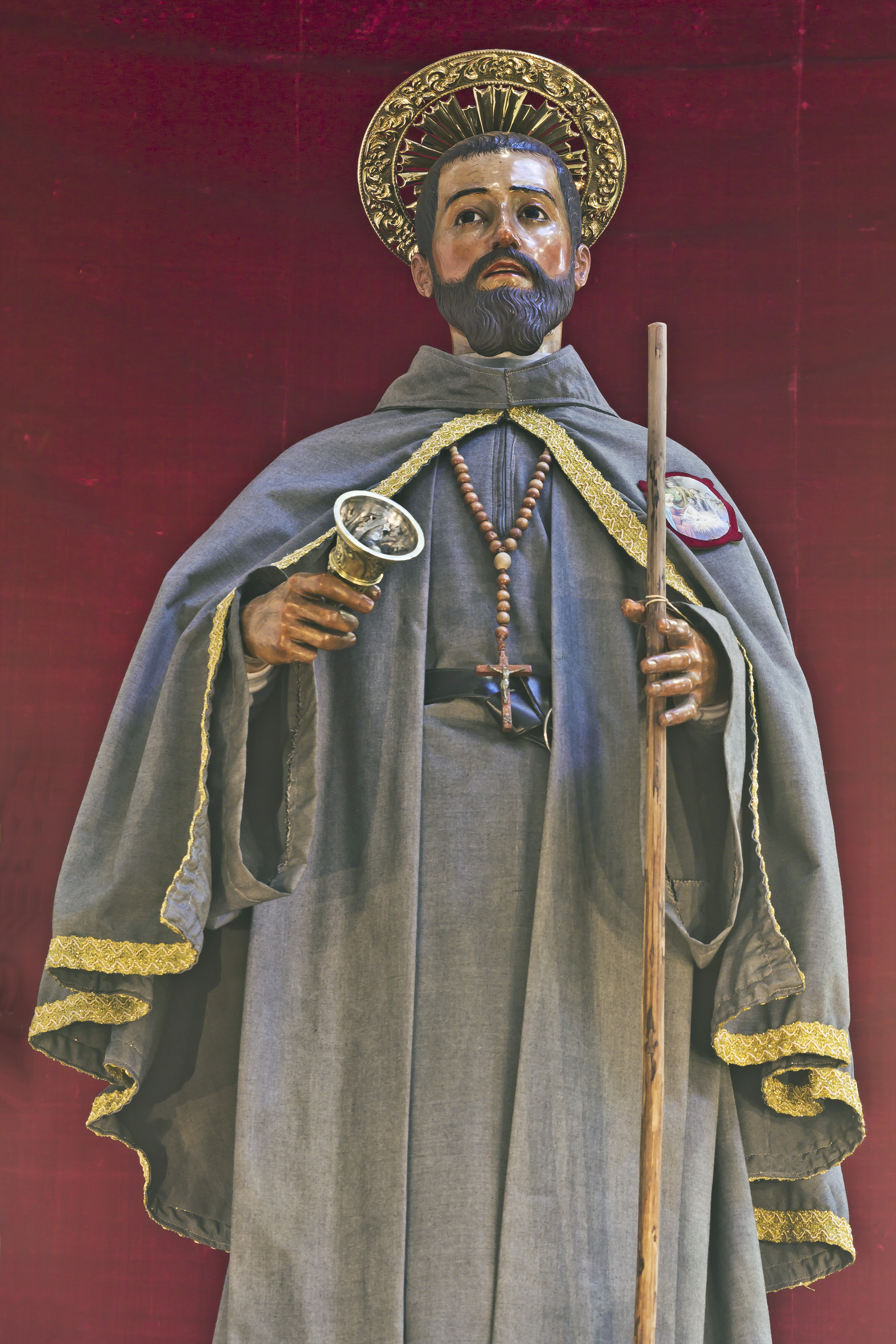
Pedro de San José de Betancur, fundador de la Orden de los Hermanos Betlemitas en el siglo XVII.
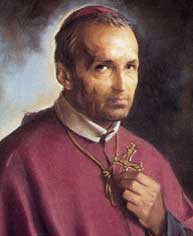
Alfonso María de Ligorio, fundador de la congregación de los redentoristas, doctor de la Iglesia y maestro de la vida espiritual del siglo XVIII.
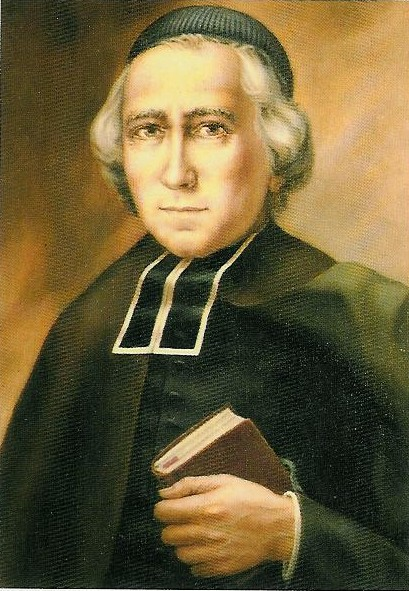
Guillermo José Chaminade, sacerdote francés, fundador de la Compañía de María y de la Familia Marianista.
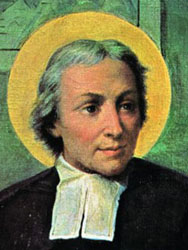
Juan Bautista de la Salle, sacerdote y pedagogo francés, fundador de la Congregación de los Hermanos de las Escuelas Cristianas
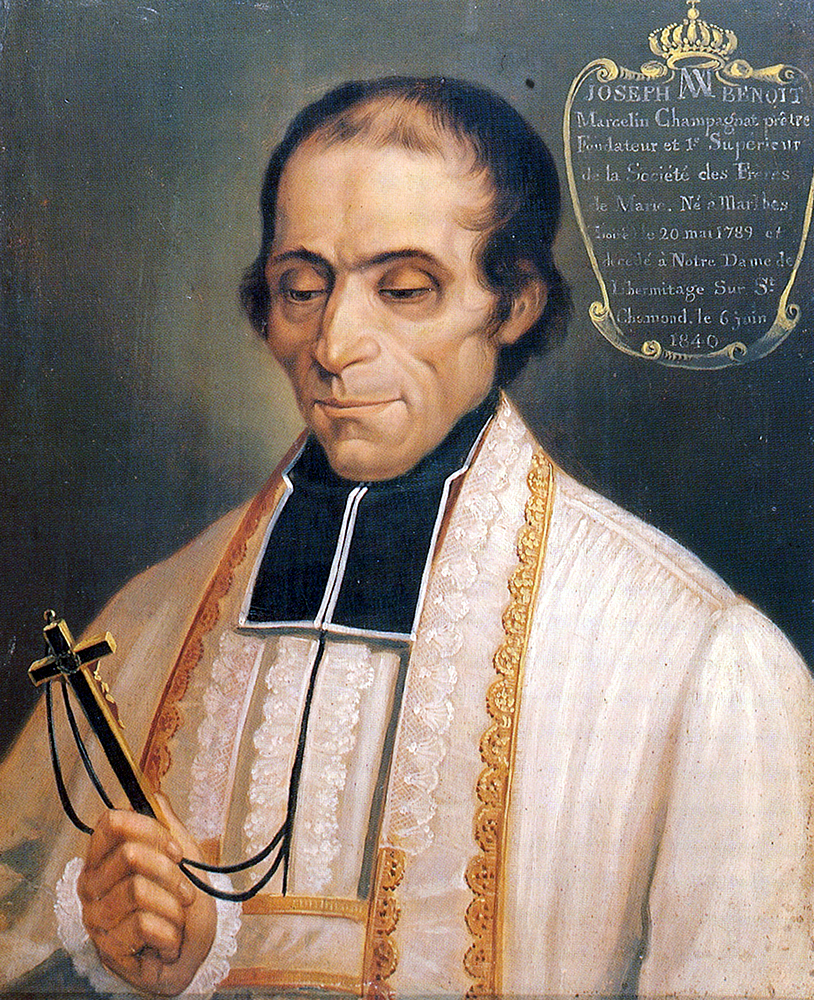
Marcelino Champagnat, sacerdote francés, fundador de la Congregación de los Hermanos Maristas en el siglo XIX.
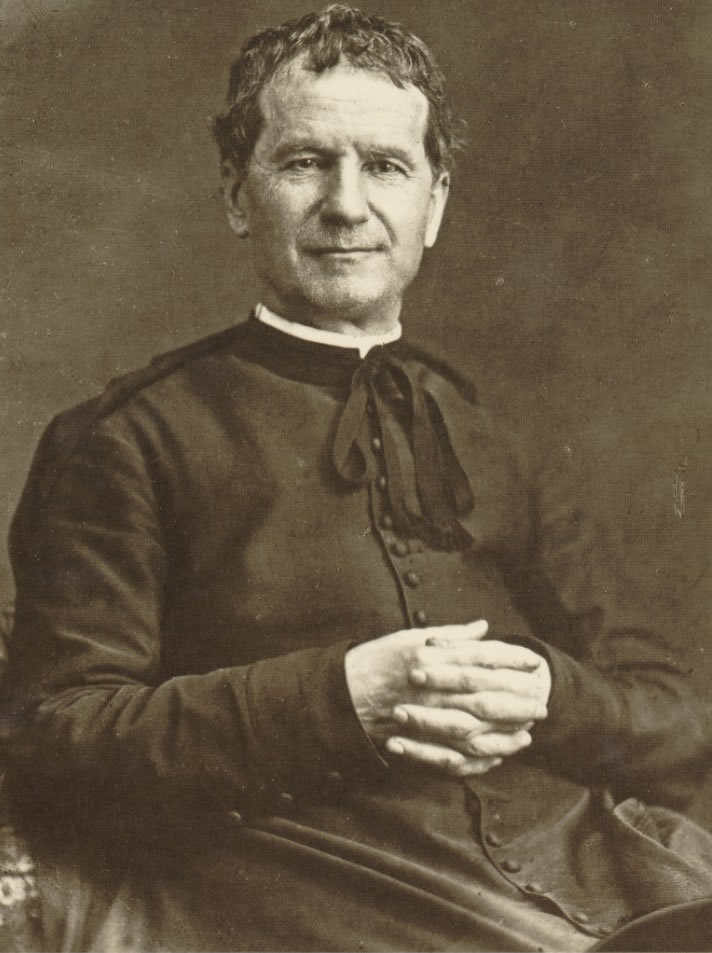
Juan Bosco, fundador de la orden salesiana y educador del siglo XIX.

Entre las principales fundadoras se cuentan las siguientes santas:

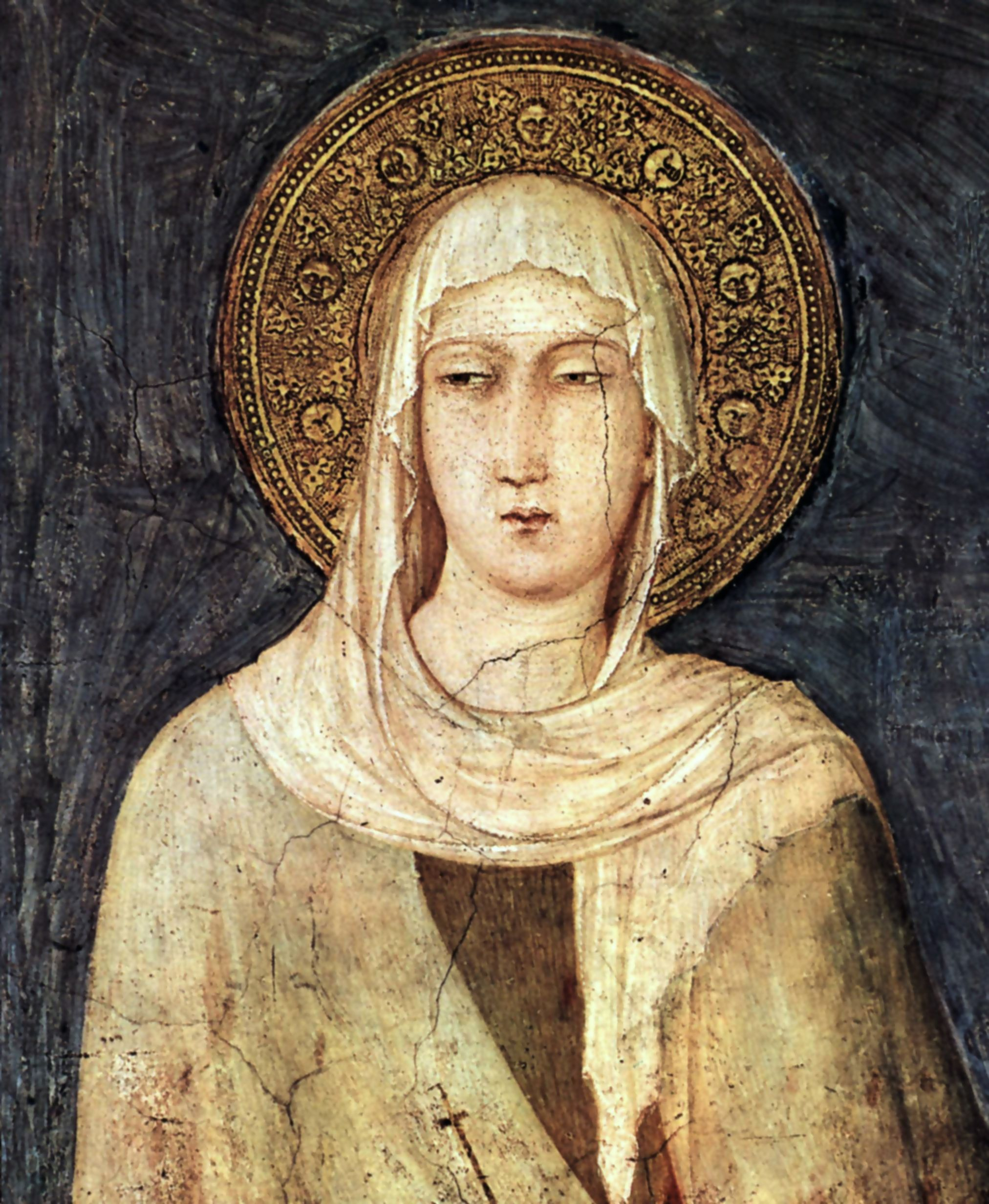
Clara de Asís, fundadora en el siglo XIII de la orden de las hermanas pobres de Santa Clara, conocidas como clarisas.
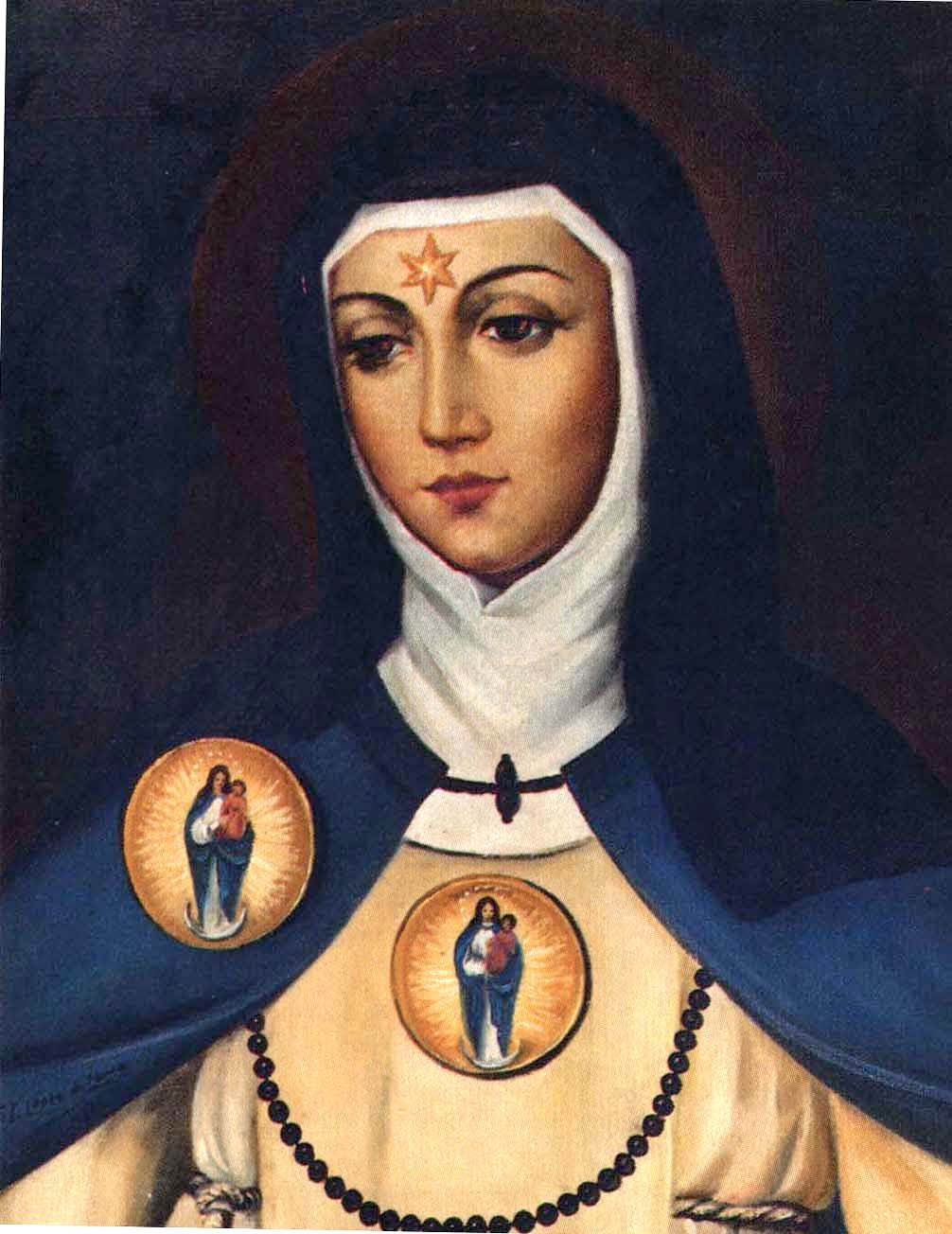
Beatriz de Silva, fundadora en el siglo XV de la orden de la Inmaculada Concepción, cuyos miembros se conocen como concepcionistas.
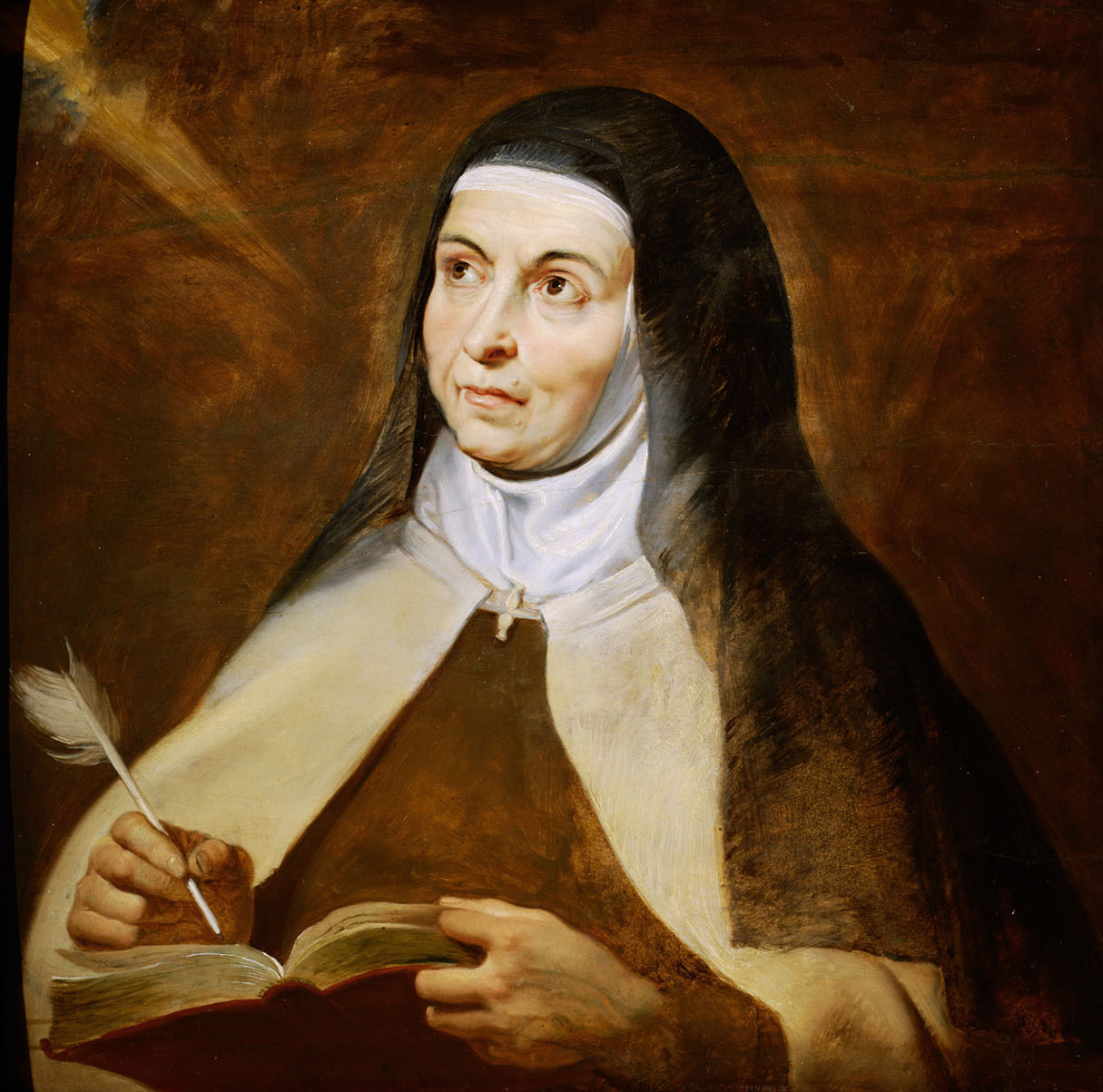
Teresa de Jesús, fundadora de la orden de Carmelitas Descalzos, doctora de la Iglesia y cumbre de la mística cristiana del siglo XVI.
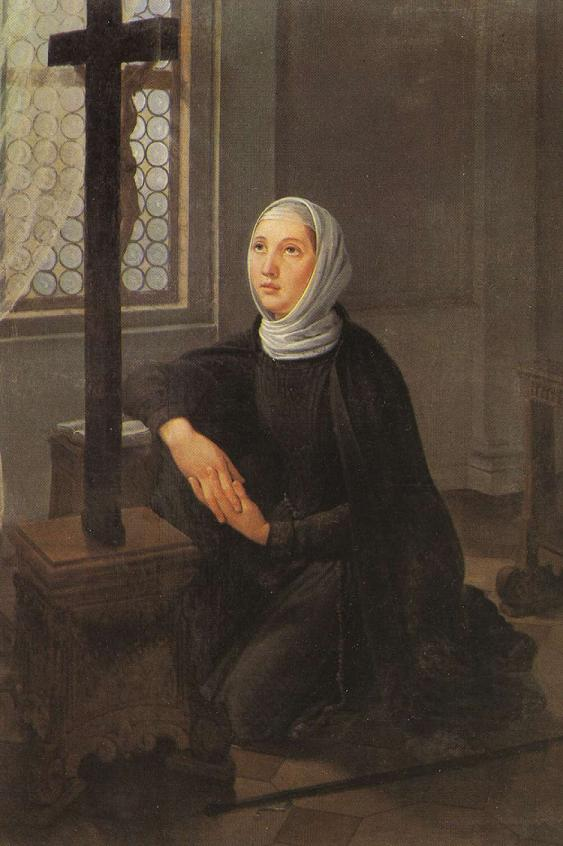
Ángela de Mérici, fundadora de las ursulinas en el siglo XVI.
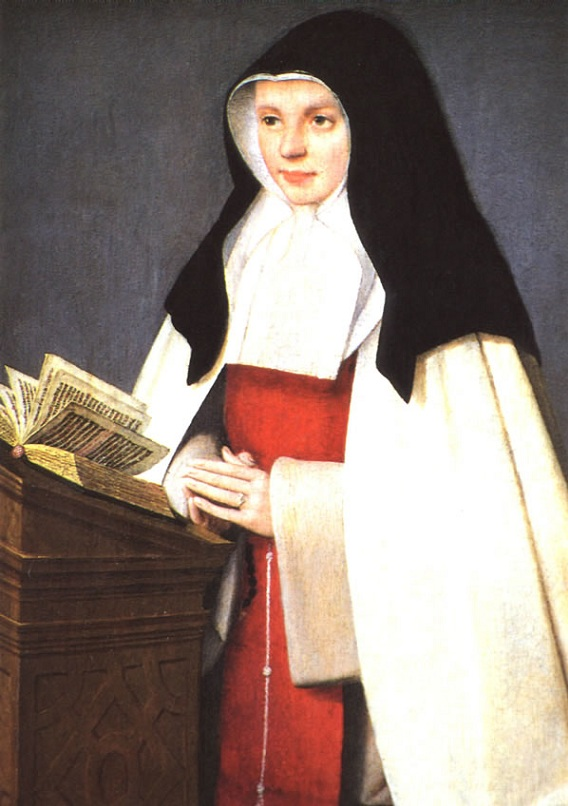
Juana de Valois, fundadora de la Orden de la Anunciación de la Virgen María en el siglo XVI.
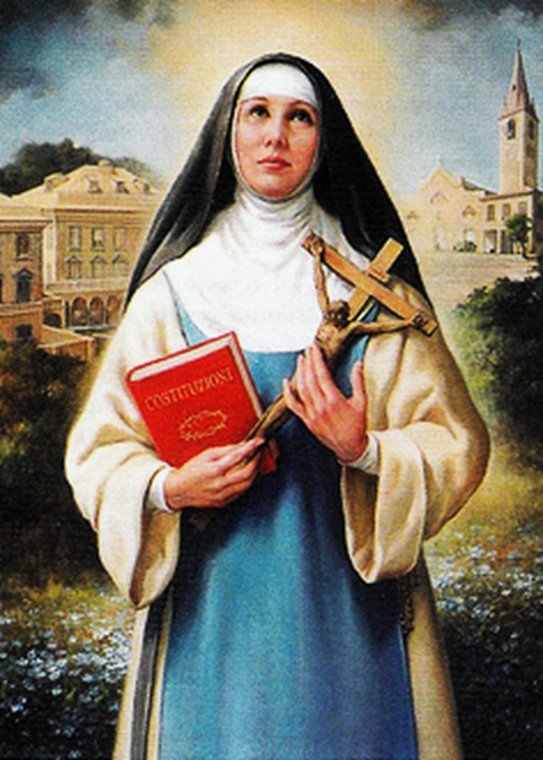
María Victoria de Fornari Strata, fundadora de la Orden de la Santísima Anunciación en el siglo XVII.
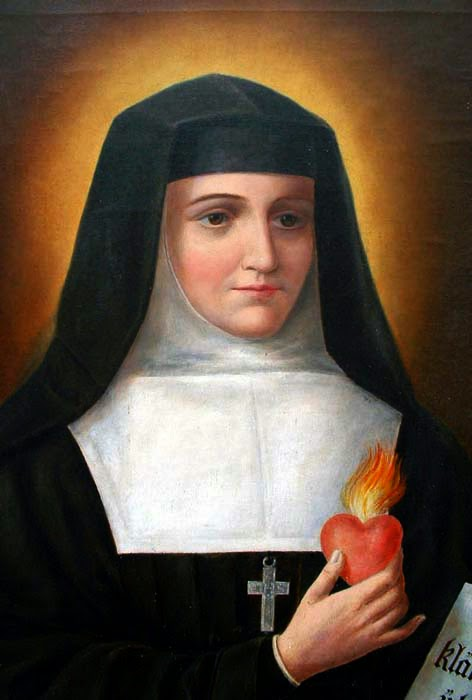
Juana de Chantal, cofundadora de la Orden de la Visitación de Santa María en el siglo XVII.
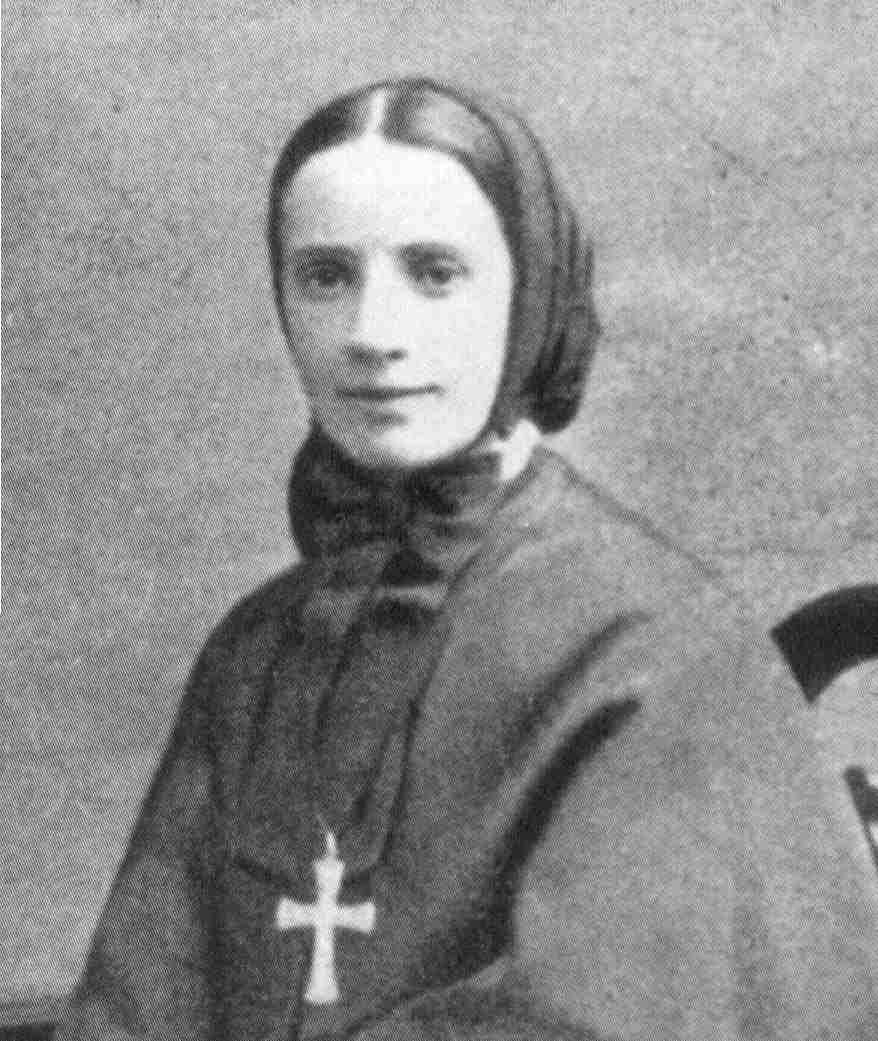
Francisca Cabrini, cofundadora del Instituto de las Hermanas Misioneras del Sagrado Corazón de Jesús en el siglo XIX.
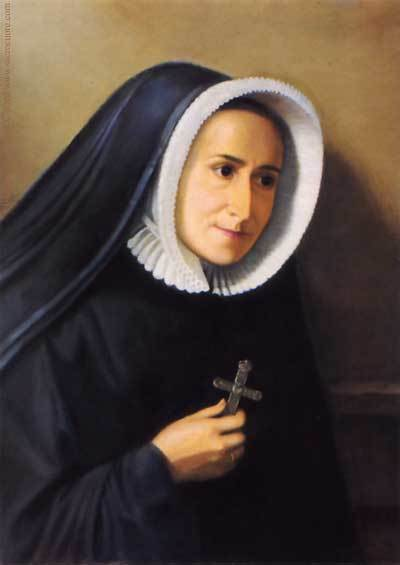
Magdalena Sofía, fundadora de la Sociedad de Religiosas del Sagrado Corazón de Jesús en el siglo XIX.
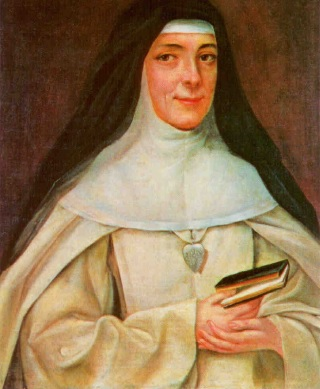
María Eufrasia Pelletier, fundadora de la Congregación de Nuestra Señora de la Caridad del Buen Pastor en el siglo XIX.
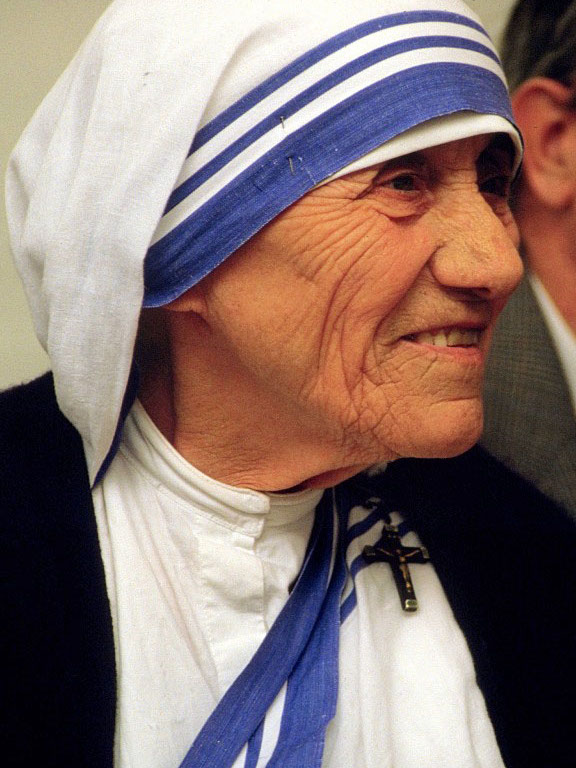
Teresa de Calcuta, fundadora de las Misioneras de la Caridad en el siglo XX.

La finalidad fundamental de los miembros de las órdenes y congregaciones es salvar su propia alma y ser ejemplo salvífico para toda la sociedad con su pobreza, castidad y obediencia, vividas conforme al carisma específico de la constitución de cada orden o congregación.

### Movimientos eclesiales

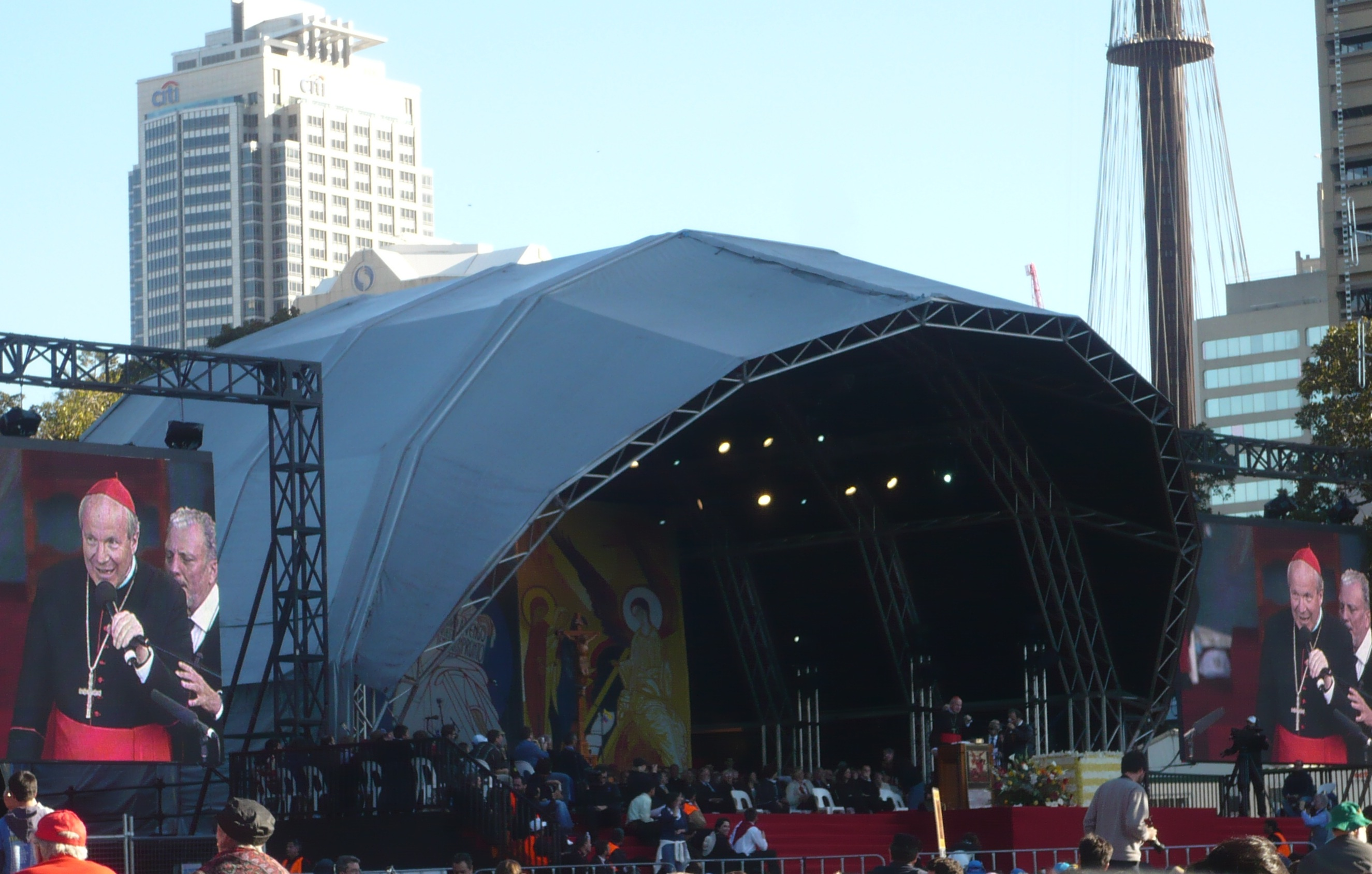
El cardenal Schönborn habla a la multitud durante un encuentro vocacional del Camino Neocatecumenal en la JMJ de Sidney.

Los movimientos eclesiales no forman parte en cuanto órdenes de la jerarquía de la Iglesia católica, pero dependen del papa y de los obispos de formas diversas. Estos pueden ser de dos tipos:
- Asociaciones públicas de fieles: un grupo de fieles que ha sido erigido formalmente por la autoridad eclesiástica (obispo o la Santa Sede). Actúa en nombre de la Iglesia y con su aprobación explícita.
- Asociaciones privadas de fieles: un grupo de fieles que se organiza libremente sin la intervención formal de la jerarquía de la Iglesia, aunque su constitución debe ser notificada a las autoridades eclesiásticas competentes. Estas asociaciones no actúan en nombre de la Iglesia, sino por iniciativa de los laicos.

Estos movimientos tienen una determinada forma de llevar a cabo o vivir la fe católica, lo que –según Juan Pablo II- se debe a unos dones carismáticos otorgado por el Espíritu Santo. Juan Pablo II les dio un gran espaldarazo en el Congreso Internacional de los Movimientos Eclesiales, en Roma el día de Pentecostés de 1998.

¿Qué se entiende, hoy, por «movimiento »? El término se refiere con frecuencia a realidades diferentes entre sí, a veces, incluso por su configuración canónica. Si, por una parte, ésta no puede ciertamente agotar ni fijar la riqueza de las formas suscitadas por la creatividad vivificante del Espíritu de Cristo, por otra indica una realidad eclesial concreta en la que participan principalmente laicos, un itinerario de fe y de testimonio cristiano que basa su método pedagógico en un carisma preciso otorgado a la persona del fundador en circunstancias y modos determinados.
Juan Pablo II, Mensaje al Congreso Mundial de los Movimientos de 1998, en PC Laicis 1999, 18.

Entre los principales movimientos se encuentran:

El Movimiento Apostólico de Schoenstatt, fundado por el sacerdote José Kentenich en 1914 .
El Opus Dei, antes de establecerse jurídicamente como una prelatura personal, fundado por el sacerdote Jose María Escrivá Balaguer en 1928 .
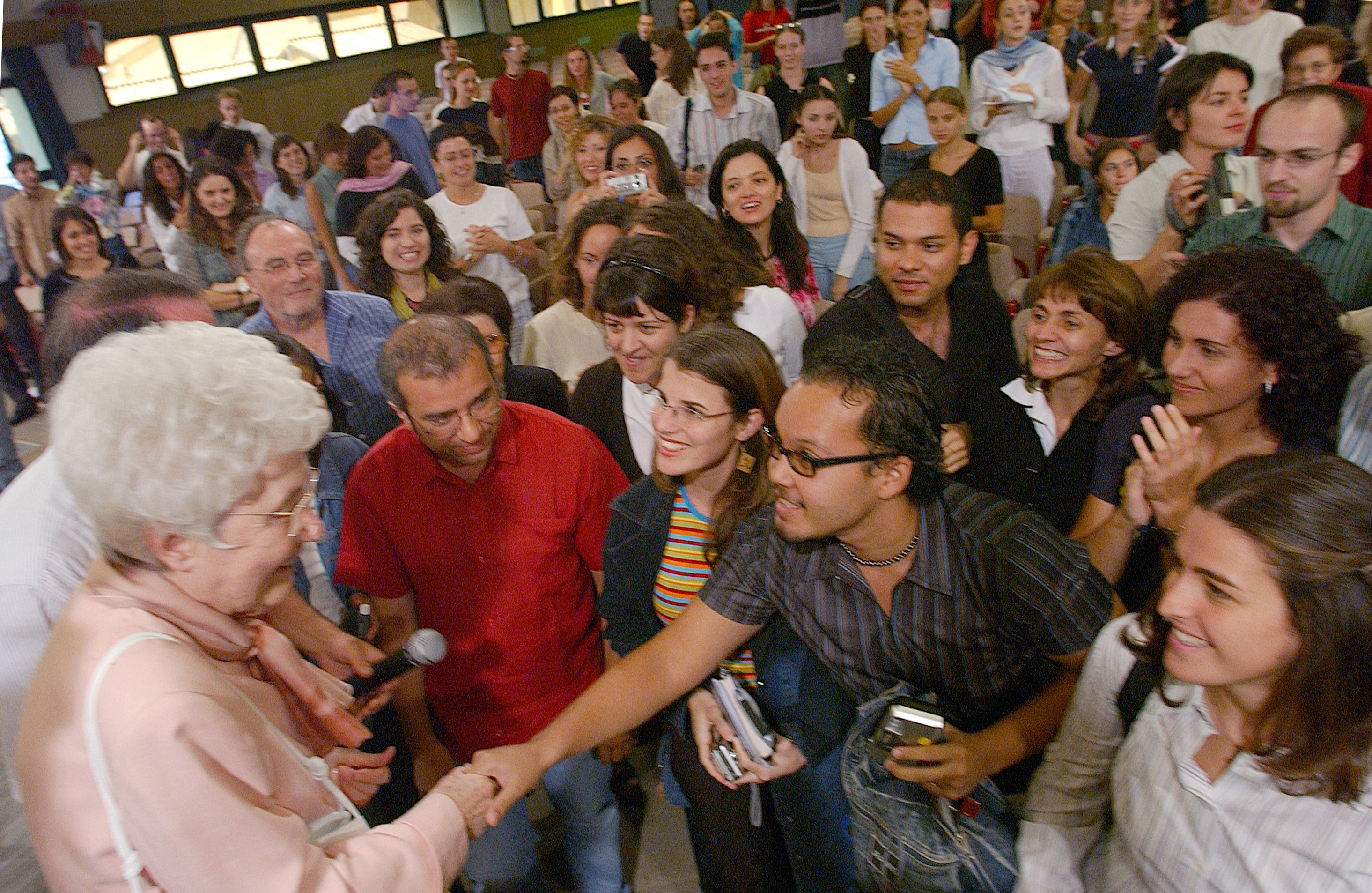
El Movimiento de los Focolares, fundado por la laica Chiara Lubich en 1943.
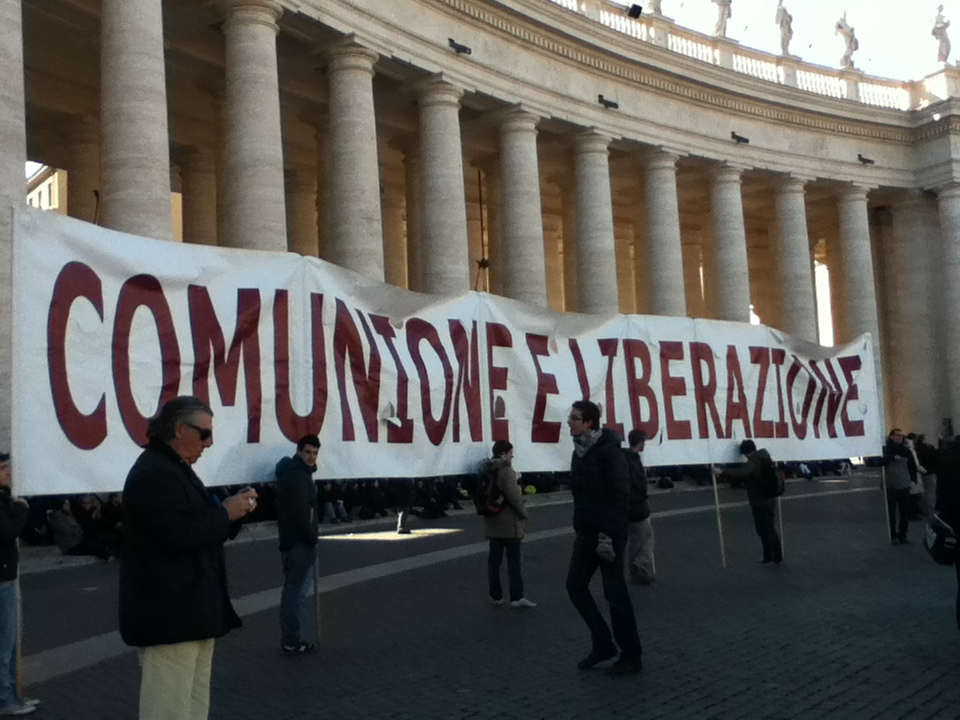
Comunión y Liberación, fundado por el sacerdote Luigi Giussani en 1954
El Regnum Christi, fundado por el sacerdote Marcial Maciel Degolladoen 1959.
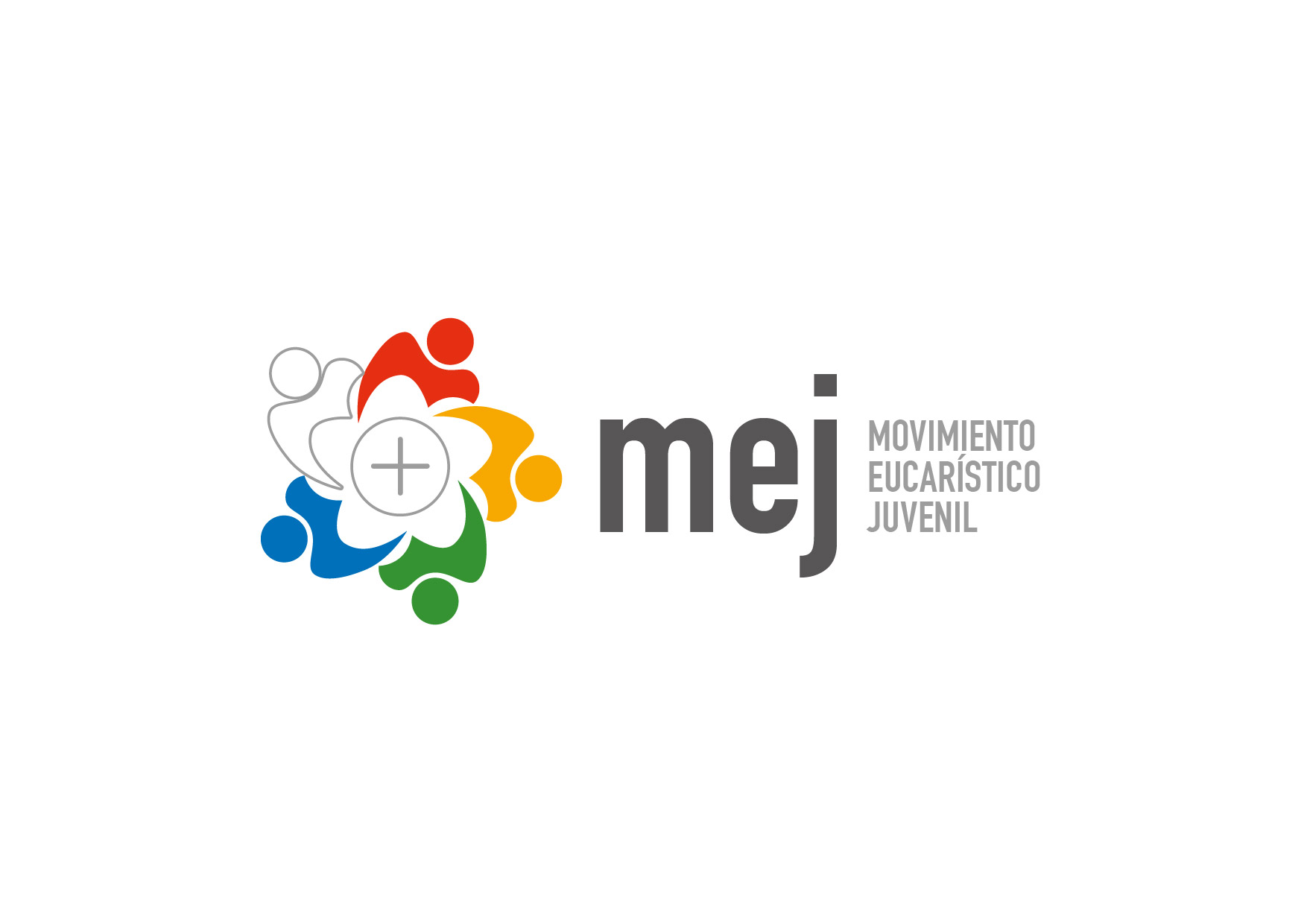
El Movimiento Eucarístico Juvenil, fundado en 1915 en Francia tras el Congreso Eucarístico Internacional de Lourdes como Cruzada Eucarística y renovado pedagógicamente en 1962.
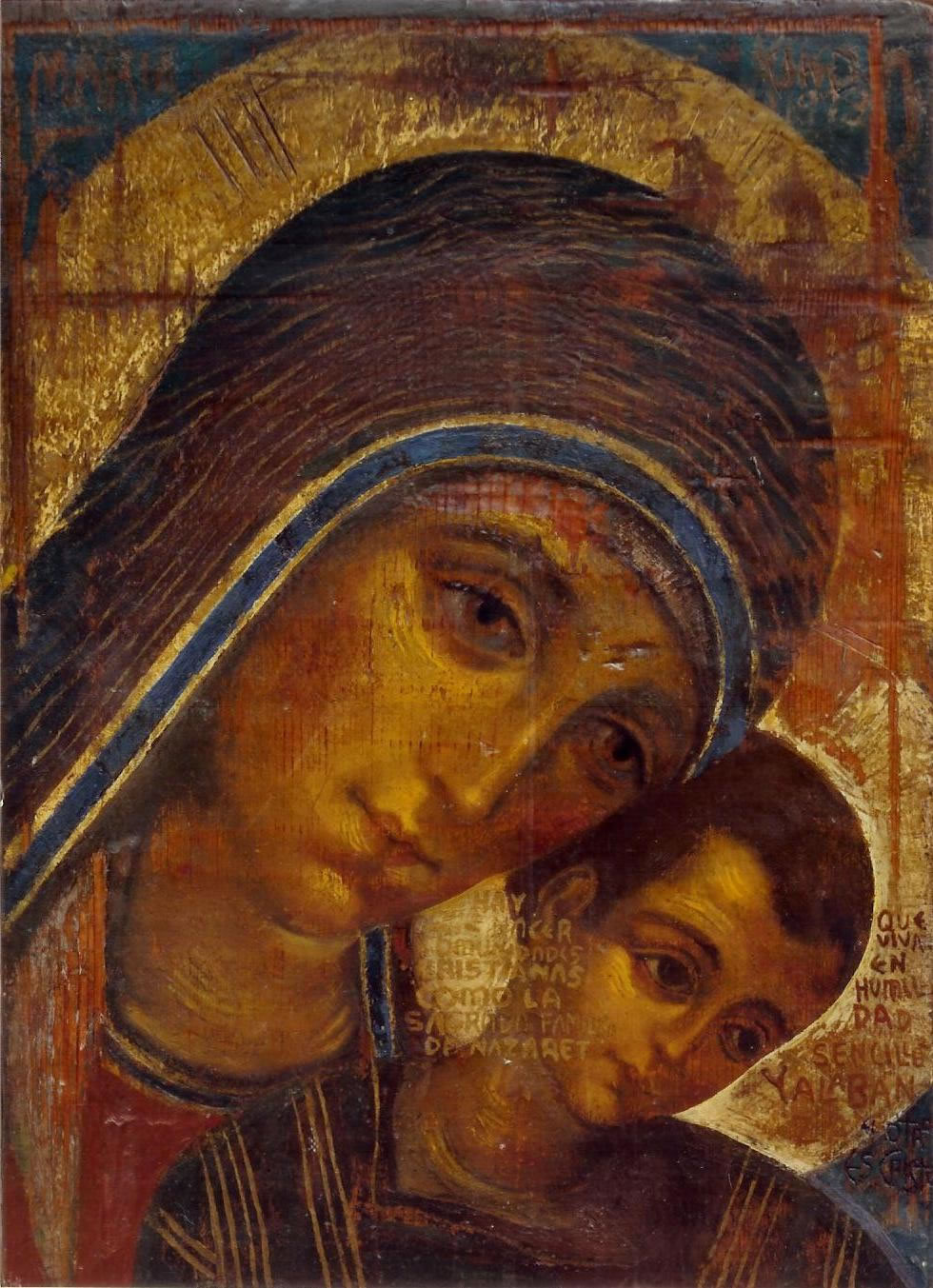
El Camino Neocatecumenal, fundado por los laicos Kiko Argüello, pintor de la Virgen del movimiento, y Carmen Hernández en 1964.

Estos movimientos han tenido una gran afluencia en los últimos años entre la población joven. Han participado considerablemente, junto con la Iglesia diocesana y congregacional, en las Jornadas Mundiales de la Juventud y en los Jubileos.

### Iglesia católica de rito oriental
| Iglesias patriarcales |
| Iglesia católica armenia Iglesia católica caldea Iglesia católica copta Iglesia católica maronita Iglesia católica siria Iglesia greco-melquita católica |
| Iglesias archiepiscopales mayores |
| Son similares a las patriarcales, pero el arzobispo mayor, después de ser elegido por el Sínodo, debe ser confirmado por el papa antes de ser entronizado. Iglesia católica siro-malabar Iglesia católica siro-malankar Iglesia greco-católica rumana Iglesia greco-católica ucraniana |
| Iglesias metropolitanas sui iuris |
| Los metropolitanos son elegidos por el papa a partir de una lista de tres candidatos enviada por el Concilio de obispos. Iglesia católica bizantina rutena Iglesia católica etíope Iglesia greco-católica eslovaca Iglesia católica eritrea Iglesia católica bizantina húngara |
| Otras iglesias orientales sui iuris |
| Iglesias con jerarquía propia: Sin Sínodo ni Concilio de obispos ya que tienen una o dos diócesis, sus jerarquías son elegidas por el obispo de Roma. Iglesia católica bizantina búlgara Iglesia católica bizantina griega Iglesia católica bizantina en Italia Iglesia católica bizantina de Croacia y Serbia Iglesia greco-católica macedonia Iglesias sin jerarquía propia: Tras finalizar la era comunista no se les ha nombrado todavía un obispo propio. Iglesia católica bizantina rusa Iglesia greco-católica bielorrusa |

La división entre las iglesias de Oriente y Occidente dio lugar a la existencia de comunidades de ritos orientales que se mantuvieron o entraron en plena comunión con la Iglesia de Roma, conservando su liturgia, pero que en algunos casos se han latinizado en algún grado. Algunas nunca han estado en cisma con la Iglesia de Roma (como la Iglesia maronita y la ítalo-albanesa) y otras han surgido de divisiones de las iglesias Ortodoxas o de las antiguas iglesias nacionales de oriente.
En el pasado fueron también llamadas uniatas pero hoy el término es considerado despectivo e inexacto. Regularmente constituyen minorías en países donde su contraparte ortodoxa predomina (como en Grecia, Serbia, Bulgaria, Armenia y Rusia), otras son minorías junto con sus contrapartes ortodoxas en países donde predomina otra religión (melquitas en Siria, caldeos en Irak, malankaras en la India, etc.) y otras no tienen contraparte en cisma con Roma (maronitas e ítalo-albaneses), también debido a la migración muchos católicos orientales viven hoy en países occidentales (Australia, América del Norte, Argentina, Brasil, Colombia, Francia, etc).
Son consideradas iglesias sui iuris y están en un plano de igualdad con el rito latino, como afirmó el Concilio Vaticano II a través del documento Orientalium Ecclesiarum. Los fieles de estas iglesias están fuera de las jurisdicciones de los obispos latinos, excepto en los casos en los que no tengan una jurisdicción propia. De la misma manera los católicos latinos están fuera de las jurisdicciones de los obispos orientales, excepto en Eritrea, país donde no existe jerarquía latina, en parte de Etiopía, en las diócesis siro-malabares que están fuera del estado de Kerala en la India y en algunas parroquias de las eparquías ítalo-albanesas de Italia.
La organización eclesial de las iglesias orientales católicas está gobernada por el Código de los Cánones de las Iglesias Orientales, promulgado por el papa Juan Pablo II el 18 de octubre de 1990, que entró en vigor el 1 de octubre de 1991.
Las Iglesias patriarcales eligen su propio patriarca a través de su Sínodo patriarcal, el cual luego de ser elegido es inmediatamente proclamado y entronizado sin intervención del papa, a quien luego le remite la comunión eclesial. En su propio territorio canónico sus obispos son elegidos por el Sínodo Patriarcal tomándolos de una lista de candidatos previamente aprobada por la Santa Sede. También los santos Sínodos pueden erigir diócesis dentro de su territorio canónico, pero no en zonas de rito latino.
En el caso de la Iglesia greco-católica rusa, los dos exarcados apostólicos existentes en Rusia y China antes de las revoluciones marxistas no han sido aún reactivados por la Santa Sede, dependiendo los fieles en Rusia de los obispos latinos y ucranianos. En China la Iglesia continúa en las "catacumbas"; las pocas parroquias existentes dependen de obispos latinos.

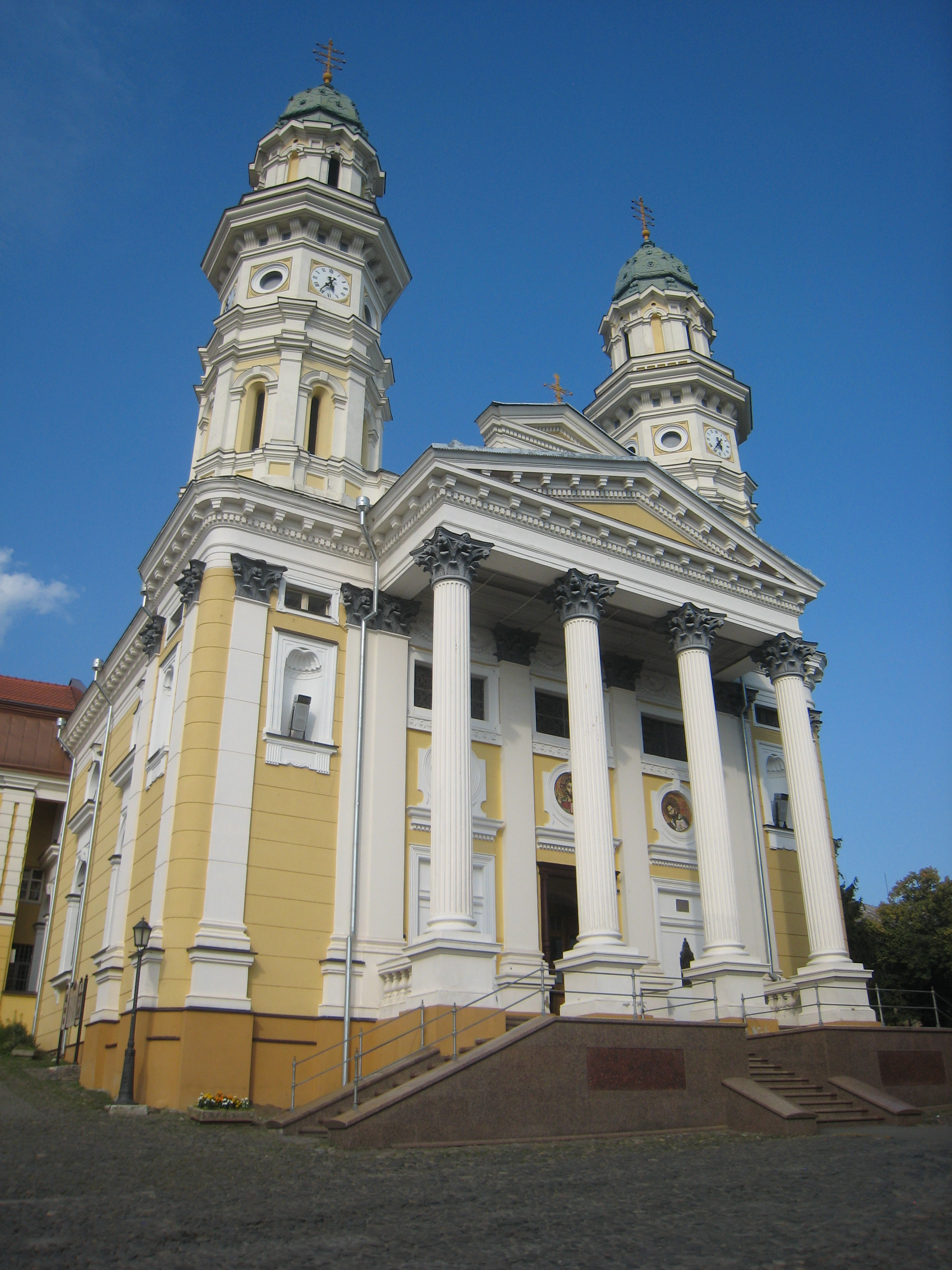
Catedral de la Santa Cruz de la Iglesia católica bizantina rutena en Úzhgorod, Ucrania.

La Iglesia católica bizantina en América (aunque es parte de la Iglesia católica rutena, lo mismo que el exarcado de la República Checa y la Eparquía de Mukachevo, constituye una jurisdicción independiente, no existiendo en la práctica ningún órgano que reúna a estas jurisdicciones rutenas, como tampoco existe para las jurisdicciones que constituyen, por ejemplo, la Iglesia católica bizantina griega o la Iglesia católica ítalo-albanesa).
En el caso de la Iglesia albanesa, la Santa Sede ha reactivado la administración apostólica de Albania Meridional que, a pesar de que fue catalogada como de rito oriental, tiene un obispo latino y la mayoría de sus escasos fieles son también de este rito. Por esta razón, a partir del Anuario Pontificio 2020 dejó de ser clasificada como Iglesia particular sui iuris.
La iglesia bielorrusa es la más floreciente de las tres, pero debido a las diferencias con el Patriarcado Ortodoxo de Moscú, la Santa Sede no le ha nombrado aún jerarquía, dependiendo sus fieles directamente de la Congregación para las Iglesias Orientales.
Existió una pequeña comunidad católica bizantina georgiana, pero nunca fue erigida en iglesia ni incluida en la lista oficial de ritos orientales publicada en el Anuario Pontificio.
La Santa Sede ha erigido también seis ordinariatos para los fieles de rito oriental desprovistos de un ordinario de su propio rito; estos ordinariatos se encargan de la atención espiritual de católicos orientales de ritos sin jerarquía organizada en la Argentina, Francia, Austria, Polonia, Brasil y España, dependiendo de los arzobispos latinos de Buenos Aires, París, Viena, Varsovia, Río de Janeiro y Madrid respectivamente.

## Historia

### Edad Antigua

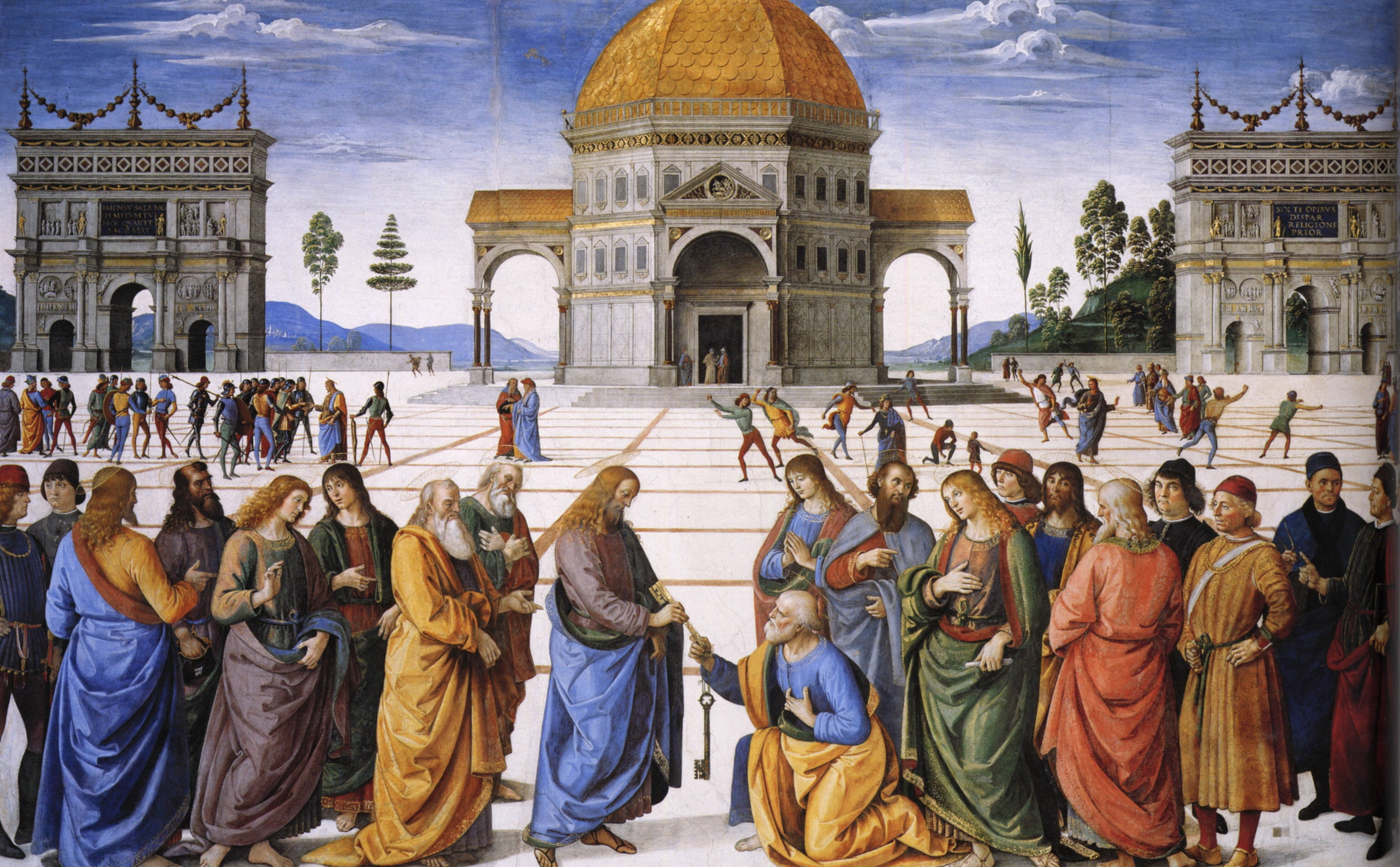
Cristo entregando las llaves a San Pedro, fresco de la Capilla Sixtina realizado por Pietro Perugino.

En el contexto del cristianismo primitivo, después de la muerte de Esteban (primer mártir cristiano) y más aún después de la destrucción del Templo de Jerusalén en el año 70 por los romanos, comenzaron dos procesos: el de la progresiva separación del cristianismo primitivo y el judaísmo rabínico y el de la propagación del cristianismo, como puede verse en los primeros centros de la cristiandad. A los seguidores de Jesús se les dio por primera vez el nombre de «cristianos» en Antioquía, sitio en el que por la predicación de varios discípulos (como Pablo y Bernabé) hubo muchos nuevos adeptos.
La doctrina católica afirma que Jesús fundó una comunidad cristiana jerárquicamente organizada y con autoridad, dirigida por los apóstoles (el primero de los cuales era Simón Pedro). Posteriormente (según los Hechos de los apóstoles), los apóstoles y los primeros seguidores de Jesús estructuraron una iglesia organizada. Una carta escrita poco después del año 100 por Ignacio de Antioquía a los de Esmirna (capítulo 8) es el texto más antiguo que se conserva en el cual se usa el término ἡ καθολική ἐκκλησία (la Iglesia católica o universal):

"Allí donde aparezca el obispo, allí debe estar el pueblo; tal como allí donde está Jesús, allí está la Iglesia católica."

El mismo Ignacio de Antioquía testimonia la existencia de un clero en tres grados que consistía en obispos, presbíteros y diáconos. En el siglo III, san Cipriano, obispo de Cartago, habla de una jerarquía monárquica de siete grados, en la cual la posición suprema la ocupaba el obispo. En esta jerarquía el obispo de Roma ocupaba un lugar especial, en cuanto sucesor de san Pedro.
San Ireneo de Lyon dice que los bienaventurados apóstoles Pedro y Pablo, habiendo fundado y edificado la iglesia de Roma, entregaron el oficio del episcopado a Lino.
Además, el que el obispo de Roma llegara a tener una importancia particularmente grande, se debió, según algunos, por motivos políticos: Roma fue la capital del Imperio Romano hasta que el Emperador Constantino I el Grande hizo de Constantinopla la nueva capital, el 11 de mayo de 330. Otros atribuyen esta importancia al hecho de que desde que se reconoció a un obispo por cada sede, en torno al siglo II, se reconoció que el primer obispo de Roma había sido Pedro y que los posteriores obispos de Roma fueron sus sucesores en la mayor prominencia de autoridad dentro de la Iglesia. A Pedro Jesús dijo, según el Evangelio de Lucas:

"pero yo he rogado por ti, para que no te falte la fe. Y tú, cuando te hayas vuelto a mí, ayuda a tus hermanos a permanecer firmes.".
Lucas 22: 32

Más aún, hacia el año 95, Clemente de Roma (obispo de la Iglesia de Roma entre 89 y 97) escribió una carta a la comunidad cristiana de Corinto para resolver un problema interno, sugiriendo su primacía sobre las Iglesias particulares. En efecto, habían surgido levantamientos contra los presbíteros-epíscopos en Corinto y Clemente, como obispo de la Iglesia de Roma, los llamó al orden y a la obediencia a sus respectivos pastores, evocando el recuerdo de los apóstoles Pedro y Pablo. Esa carta es la primera obra de la literatura cristiana fuera del Nuevo Testamento de la que consta históricamente el nombre de su autor, la situación y la época en que se escribió, y cuyas palabras manifiestan una dureza propia del lenguaje de aquel que es consciente de su autoridad.
Algunos autores han afirmado que no hay argumentos suficientes para confirmar que Pedro haya sido obispo en Roma. La tradición que afirma que Pedro fue a Roma y ahí murió martirizado se basa también en esta carta de san Clemente, que menciona su martirio (capítulo 5), en la Carta de san Ignacio de Antioquía a los Romanos ("No os mando nada, cosa que hicieron Pedro y Pablo." – capítulo 4), y en la obra de ca. 175-185 Contra las herejías de Ireneo de Lyon, donde dice:

Como sería demasiado largo enumerar las sucesiones de todas las Iglesias en este volumen, indicaremos sobre todo las más antiguas y de todos conocidas, la de la Iglesia fundada y constituida en Roma por los dos gloriosísimos Apóstoles Pedro y Pablo, la que desde los Apóstoles conserva la Tradición y «la fe anunciada» (Romanos 1: 8) a los hombres por los sucesores de los Apóstoles que llegan hasta nosotros.
Ireneo de Lyon, Adversus haereses, Libro III, 1.3.1

El Concilio de Nicea I en el año 325 condenó el arrianismo excluyendo de la Iglesia a los seguidores de esta opinión teológica. Otros concilios también definieron más precisamente la fe católica y declararon heréticas otras doctrinas (nestorianismo, eutiquianismo), en particular en los Concilios de Éfeso I (431) y de Calcedonia (451). La Iglesia oficialmente dejó de sufrir persecución en ambas partes del Imperio Romano (que ya estaba bajo la cuarta tetrarquía) a partir del 313, en el que conjuntamente el emperador Constantino y el emperador Licinio establecieron la libertad de culto a toda religión con el Edicto de Milán. El cristianismo llegó a ser religión oficial del Estado en 380, cuando Teodosio I el Grande, decretó el Edicto de Tesalónica.

### Edad Media
La Iglesia católica, en el siglo V, se había extendido por casi todo el territorio del Imperio romano (desde Hispania hasta Siria, con las zonas costeras del norte de África). Posteriormente, se realizaron misiones hacia zonas del norte de Europa, que llegaron hasta Irlanda, Gran Bretaña, Germania, y posteriormente zonas de Escandinavia, Centroeuropa y las poblaciones eslavas del Este. Este largo proceso abarca de los siglos V al XI. Buena parte de estas misiones, así como el trabajo de recristianizar los territorios del antiguo Imperio romano de Occidente, fue posible gracias a los monasterios, sobre todo a los benedictinos.
La expansión de poblaciones convertidas al islam llevó a un progresivo declive de las poblaciones católicas del norte de África, que llegaría a ser casi completo en el mundo moderno.
Un hecho posterior significó la división entre numerosas Iglesias: el Gran Cisma entre sus porciones de Occidente y Oriente (cuya Iglesia, aún denominada como "católica ortodoxa", pasaría a ser conocida solo por esta última palabra) ocurrido en el año 1054 a causa de las rivalidades entre los patriarcados de Roma y Constantinopla y, teológicamente, alrededor de la cláusula Filioque.
Durante los siglos XI y XIV se produce un gran desarrollo cultural gracias a la institución de nuevas universidades eclesiásticas, centradas sobre todo en la teología, pero también con facultades de artes, de derecho y, en algunos lugares, de medicina.
En el siglo XIII fueron fundadas y empezaron a desarrollarse las órdenes mendicantes, que tuvieron un gran influjo en la vida religiosa de la sociedad.
El Cisma de Occidente afectó a la Iglesia católica desde 1378 hasta 1417 y provocó fuertes tensiones y el surgimientos de ideas de tipo conciliaristas, según las cuales un concilio podría tener más autoridad que el papa en algunos puntos. El conciliarismo fue condenado en el concilio V de Letrán en 1516.

#### La Inquisición
El término Inquisición (latín: Inquisitio haereticae Pravitatis Sanctum Officium) hace referencia a varias instituciones dedicadas a la supresión de la herejía en el seno de la Iglesia católica. La Inquisición medieval, de la que derivan todas las demás, fue fundada en 1184 en la zona de Languedoc (en el sur de Francia) para combatir las herejías de los cátaros o albigenses y valdenses. En 1249, se implantó también en el reino de Aragón (fue la primera Inquisición estatal). En la Edad Moderna, con la unión de Aragón con Castilla, fue extendida a esta con el nombre de Inquisición Española (1478-1821), bajo control directo de la monarquía hispánica, cuyo ámbito de acción se extendió después a América. También fueron importantes la Inquisición portuguesa (1536-1821) y la Inquisición romana (1542-1965), conocida también como Santo Oficio. El número de ejecutados por autoridades civiles tras ser condenados no puede determinarse con certeza, por la existencia de numerosas lagunas en la evidencia documental. Extrapolando detallados estudios, Pérez estima en menos de 10 000 las condenas a muerte ejecutadas en España;. En Portugal, sobre alrededor de 23 000 casos documentados, se registran 1454 condenas a muerte en la hoguera. Estas cifras no toman en cuenta el número de muertes causadas por la tortura o por las condiciones de encarcelamiento.

### Edad Moderna
La Iglesia católica afronta profundos cambios en la Edad Moderna. Por una parte, se inicia una expansión de las misiones hacia algunas zonas de África y Asia y hacia América desde los viajes y conquistas de españoles y portugueses. Por otro lado, se viven fuertes tensiones internas y un deseo profundo de reforma.
La invención de la imprenta permitió una mayor difusión de la Biblia y de sus traducciones, que empezaron a circular entre los católicos en diversos lugares.
El rechazo de la autoridad papal por causas de independencia política y económica y el rechazo de Martín Lutero al hecho de que se cobrara dinero por las indulgencias, provocó el surgimiento del protestantismo en 1517. En el mismo siglo XVI, empezó a desarrollarse el calvinismo en Suiza, y luego se extendió rápidamente en otros países europeos. Un importante cisma siguió con el surgimiento de la Iglesia Anglicana (nacida del Acta de Supremacía inglesa en 1534).

#### Contrarreforma
La contrarreforma fue la respuesta a la reforma protestante de Martín Lutero, que había debilitado a la Iglesia católica. Denota el período de resurgimiento católico desde el pontificado del papa Pío IV en 1560 hasta el fin de la Guerra de los Treinta Años, en 1648. Sus objetivos fueron renovar la Iglesia católica y evitar el avance de las doctrinas protestantes.
Entre los años 1545 y 1563 se desarrolló el Concilio de Trento, con diversas etapas. Antes y después del Concilio de Trento se fundaron diversas congregaciones religiosas que buscaron promover una profunda renovación entre los católicos. Una de esas congregaciones, que adquirió más tarde un gran desarrollo, fue la Compañía de Jesús.

### Edad Contemporánea

#### Revolución francesa y secularización
Si bien en principio la revolución francesa no tuvo orientación hostil hacia la Iglesia, se mostró más radical sobre la cuestión sobre los bienes eclesiásticos. La Asamblea Nacional Constituyente decidió expropiar todos los bienes de la Iglesia, lo que empeoró las relaciones hasta que en 1790 fueron suprimidas todas las órdenes monásticas y gran parte de las religiosas (a excepción de las dedicadas a obras de caridad). Dos meses después se expropió y secularizó todo el patrimonio de la Iglesia, y se aprobó la Constitución civil del clero y se obligó al clero a dar juramento a ella, con la que se quería quitar la fidelidad a Roma de la Iglesia francesa. La negativa de dos tercios del clero se siguió de sanguinarias persecuciones en las que 40 000 sacerdotes fueron encarcelados, deportados o ejecutados, como parte de una serie de políticas para descristianizar Francia. Los asesinatos de septiembre de 1792 iniciaron el gobierno del Terror, y en 1793 se prohibió el cristianismo, estableciendo el «culto a la Razón» en su lugar mientras continuaban las persecuciones contra monárquicos y eclesiásticos. Este acoso finalizó tras el golpe de Estado de Napoleón Bonaparte, el 9 de noviembre de 1799, en el que derrocó al gobierno del Directorio. Durante su mandato se restableció la religión católica y se reconoció mediante concordato que esta era la fe de la mayoría de los franceses. En 1808 Napoleón, ya emperador, ocupó Roma y los Estados pontificios; en 1809 arrestó al papa Pío VII y lo llevó a Fontainebleau, donde intentó sin éxito forzarlo a renunciar al Estado pontificio.
La expansión del Imperio francés llevó también a la propagación de las ideas revolucionarias, y la secularización tuvo consecuencias en Alemania, donde la Iglesia sufrió también expropiación de sus bienes. Sin embargo, la pérdida de influencia y el empobrecimiento de la Iglesia propició tanto la reorganización material como una renovación interior de la vida eclesial, con una mayor unión entre obispos, sacerdotes y fieles laicos. Surgió así un movimiento católico que se extendió por los demás países europeos, apoyado por el Romanticismo y su interés por el arte y la literatura medieval, que trajeron consigo una mayor estima hacia la Iglesia y conversiones al catolicismo. Surgieron numerosas organizaciones católicas, misiones populares, nuevas formas de piedad; las órdenes religiosas recibieron un nuevo impulso y poco a poco apareció una prensa católica. La industrialización fue ocasión para que la Iglesia tratara la cuestión social, hecho importante en una época en la que la legislación ignoraba muchos problemas sociales, confiados de forma general a la caridad cristiana. En este sentido, fueron relevantes las nuevas actividades caritativas y educativas de las congregaciones religiosas así como las órdenes dedicadas a la atención a los enfermos.

#### Concilio Vaticano I
Al definir el 8 de diciembre de 1854 como dogma la antigua doctrina de la Inmaculada Concepción, que afirmaba que María había sido concebida sin pecado original, el papa Pío IX puso fin a una controversia entre escuelas teológicas que ocupaba varios siglos. El dogma se aceptó sin problemas, pero dado que el papa actuó ex cathedra y que la decisión no había salido de un concilio, se planteó la cuestión acerca de si el papa podía por sí solo proclamar verdades infalibles de fe.
Cuando Pío IX convocó un concilio que daría comienzo a finales de 1869, la cuestión de la infabilidad estaba sobre la mesa. En la asamblea conciliar hubo ya desde el principio un bloque mayoritario a favor de la definición dogmática de la infabilidad, que introdujo la cuestión entre los asuntos a tratar. La minoría que se oponía lo hizo no tanto porque se opusiesen a la infabilidad, sino porque tal definición les parecía inoportuna en aquel momento. Finalmente, la constitución Pastor Aeternus (con la doctrina del primado del papa y su infabilidad) fue aprobada. Inmediatamente el concilio tuvo que ser interrumpido tras el estallido de la guerra franco-prusiana y la ocupación de Roma que pondría fin a los Estados pontificios.
Un grupo de profesores de facultades de teología alemanas se negaron a aceptar el dogma y fueron excomulgados, separándose de la Iglesia católica y fundando la llamada Iglesia veterocatólica. A pesar de que el número de seguidores fue reducido, Bismarck les ofreció ayuda con el objetivo de someter la Iglesia al Estado, como había logrado con la Iglesia territorial protestante. La lucha contra la Iglesia se denominó Kulturkampf y a pesar de los grandes daños para la Iglesia alemana, los católicos se unieron y en las elecciones de 1874 el Partido de Centro obtendría 91 escaños en el Reichstag. Tras el fracaso, la Kulturkampf sería finalmente desmantelada y el papa León XIII colaboró con Bismarck en ello.

#### Fin de los Estados pontificios
En junio de 1815, tras la caída de Napoleón, la Iglesia vio restituida en el Congreso de Viena su soberanía sobre los Estados pontificios. Aun así, Italia se encontraba en pleno proceso de unificación nacional, al que los distintos papas se opusieron, y el nuevo reino fue conquistando los distintos territorios papales hasta llegar a Roma. Su conquista definitiva sobre la ciudad se produjo cuando las tropas francesas, que habían estado protegiéndola, tuvieron que marchar a Francia en el marco de la guerra franco-prusiana. Los Estados pontificios llegan a su fin con la toma de Roma, el 20 de septiembre de 1870. La consiguiente disputa entre el papa e Italia, conocida como la «cuestión romana», solo se pondría fin tras la firma de los pactos de Letrán, en 1929, en los que el papa renunciaba a los antiguos Estados pontificios a cambio del reconocimiento de la soberanía e independencia de la Santa Sede, creándose para tal efecto el Estado de la Ciudad del Vaticano bajo poder papal.

#### Hasta la actualidad

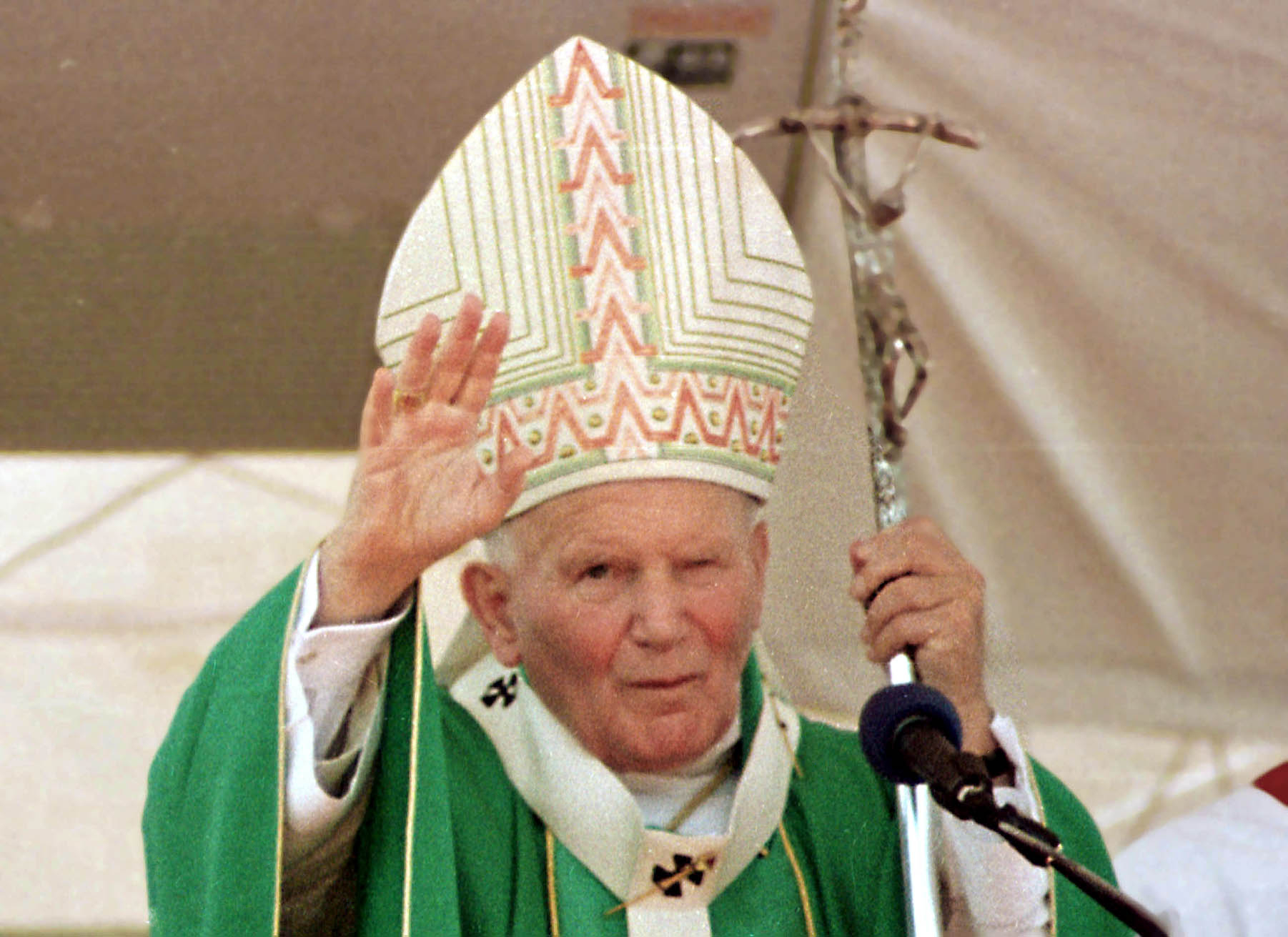
El papa Juan Pablo II destacó por su apertura al diálogo entre religiones y su carisma entre la juventud católica.

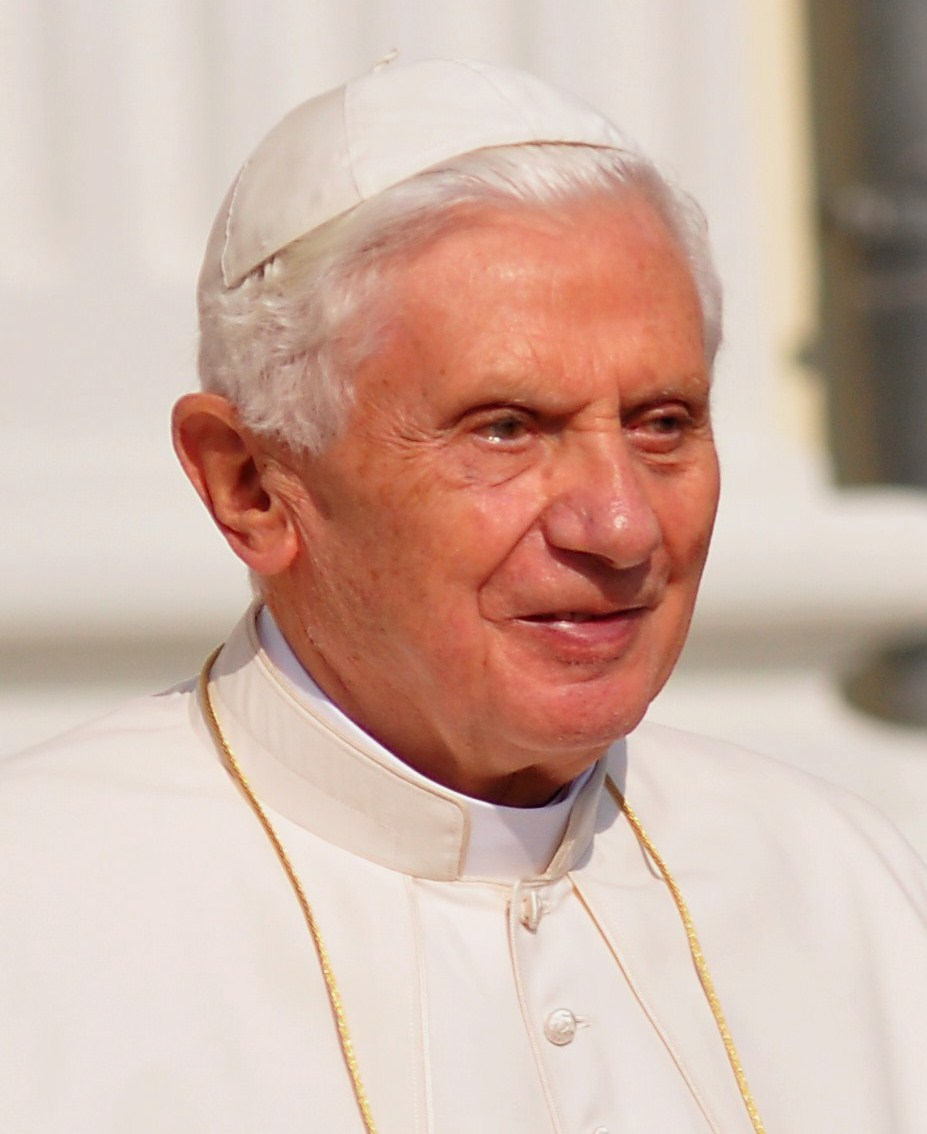
Benedicto XVI fue la cabeza visible de la Iglesia católica hasta su renuncia, el 28 de febrero de 2013, y es considerado un prominente teólogo.

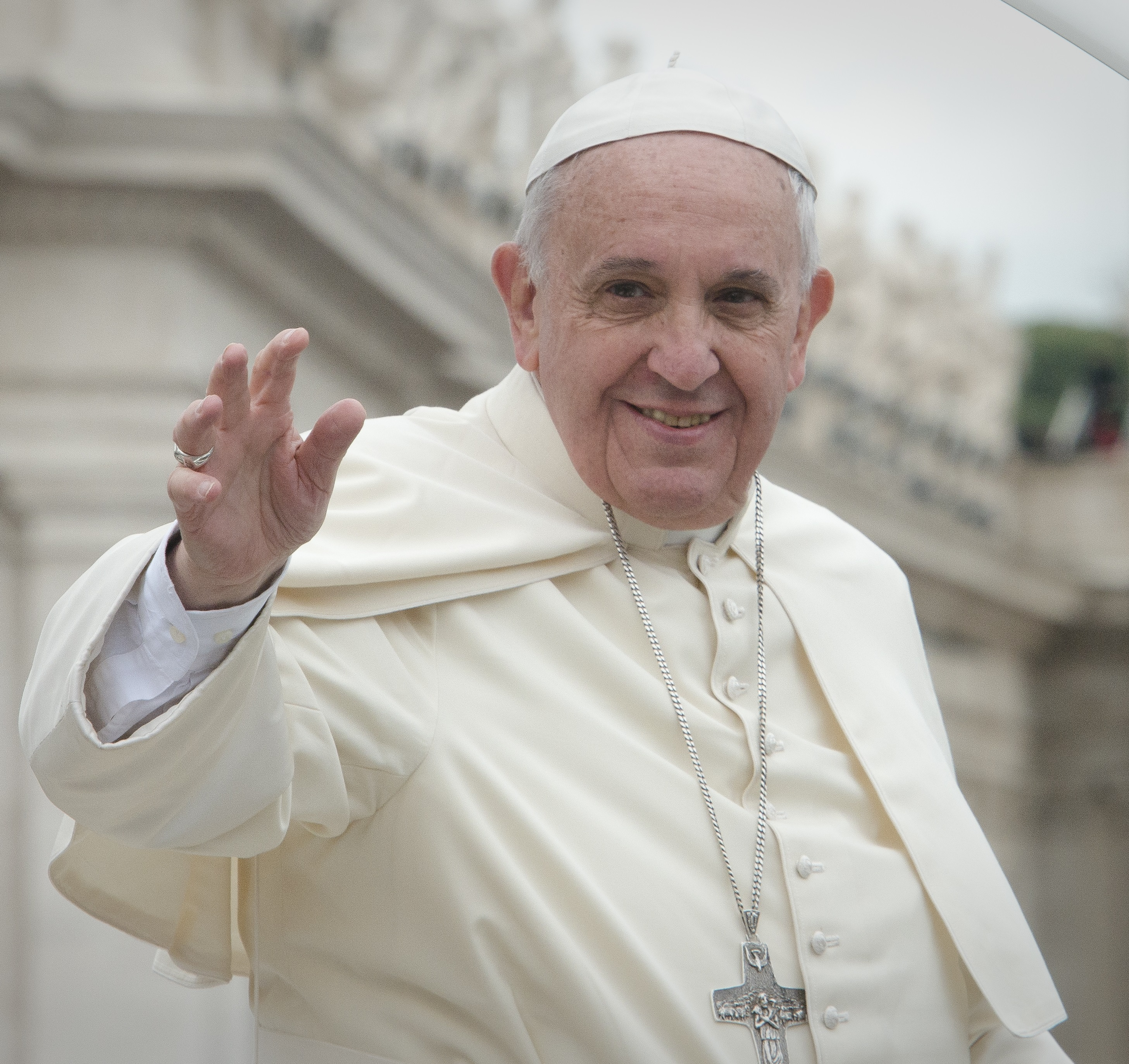
Francisco, el 266.º papa de la Iglesia católica.

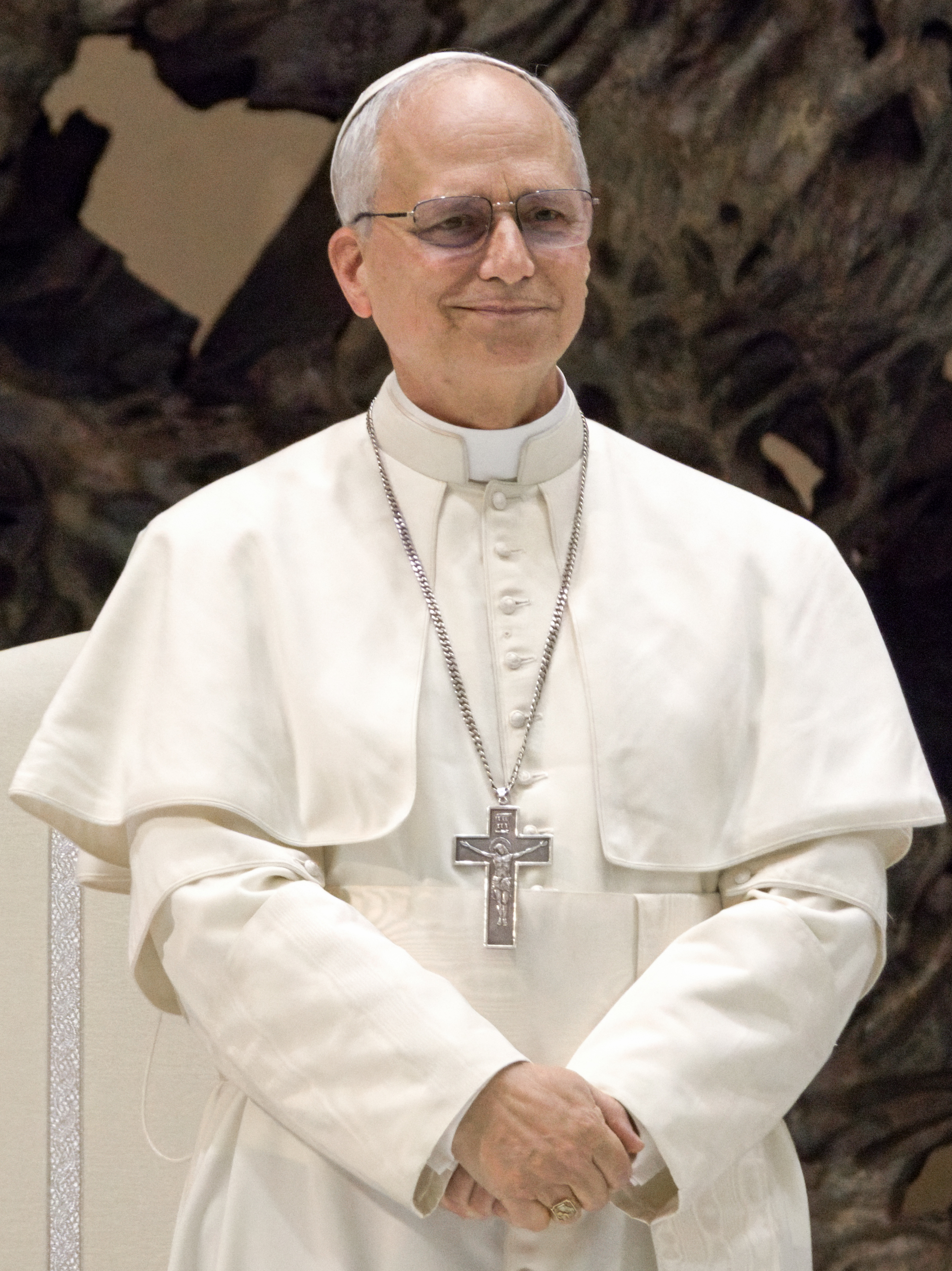
León XIV.

- 1933: encíclica condenatoria de los principios del Estado laico y la separación Iglesia-Estado establecidos en la Constitución y la Ley de Confesiones y Congregaciones Religiosas durante la Segunda República Española.[110]
- 1937: encíclicas condenatorias del Nacional-socialismo racista y del Comunismo ateo.
- 1939: inicio del pontificado de Pío XII.
- 1948: última edición del Index librorum prohibitorum, suprimido finalmente en 1966.
- 1958: inicio del pontificado de Juan XXIII.
- 1962-1965: Concilio Vaticano II.
- 1963: inicio del Pontificado de Pablo VI, quien continua con el Concilio y la obra de Juan XXIII.
- 1978: Año de los tres Papas muere Pablo VI (6 de agosto); se inicia el pontificado de Juan Pablo I que solo dura 33 días (26 de agosto-28 de septiembre); tras su muerte se celebra un segundo cónclave, que elige el 16 de octubre a Juan Pablo II. Su pontificado se orienta especialmente a la puesta en práctica de las conclusiones del Concilio Vaticano II y a viajes por numerosos países.
- 1981: El 13 de mayo, el papa Juan Pablo II sufre un atentado en la Plaza de San Pedro.
- 1983: promulgación del nuevo Código de Derecho Canónico con las actualizaciones surgidas a partir del Concilio Vaticano II.
- 1992: se publica el Catecismo de la Iglesia católica (su versión definitiva es de 1997).
- 2000: jubileo del nuevo milenio, decretado y celebrado por Juan Pablo II.
- 2005: inicio del pontificado de Benedicto XVI.
- 2013: Benedicto XVI renuncia al papado; lo sucede el papa Francisco.
- 2025: Muerte del papa Francisco
- 2025: inicio del pontificado de León XIV.

## Número de católicos

### Situación actual

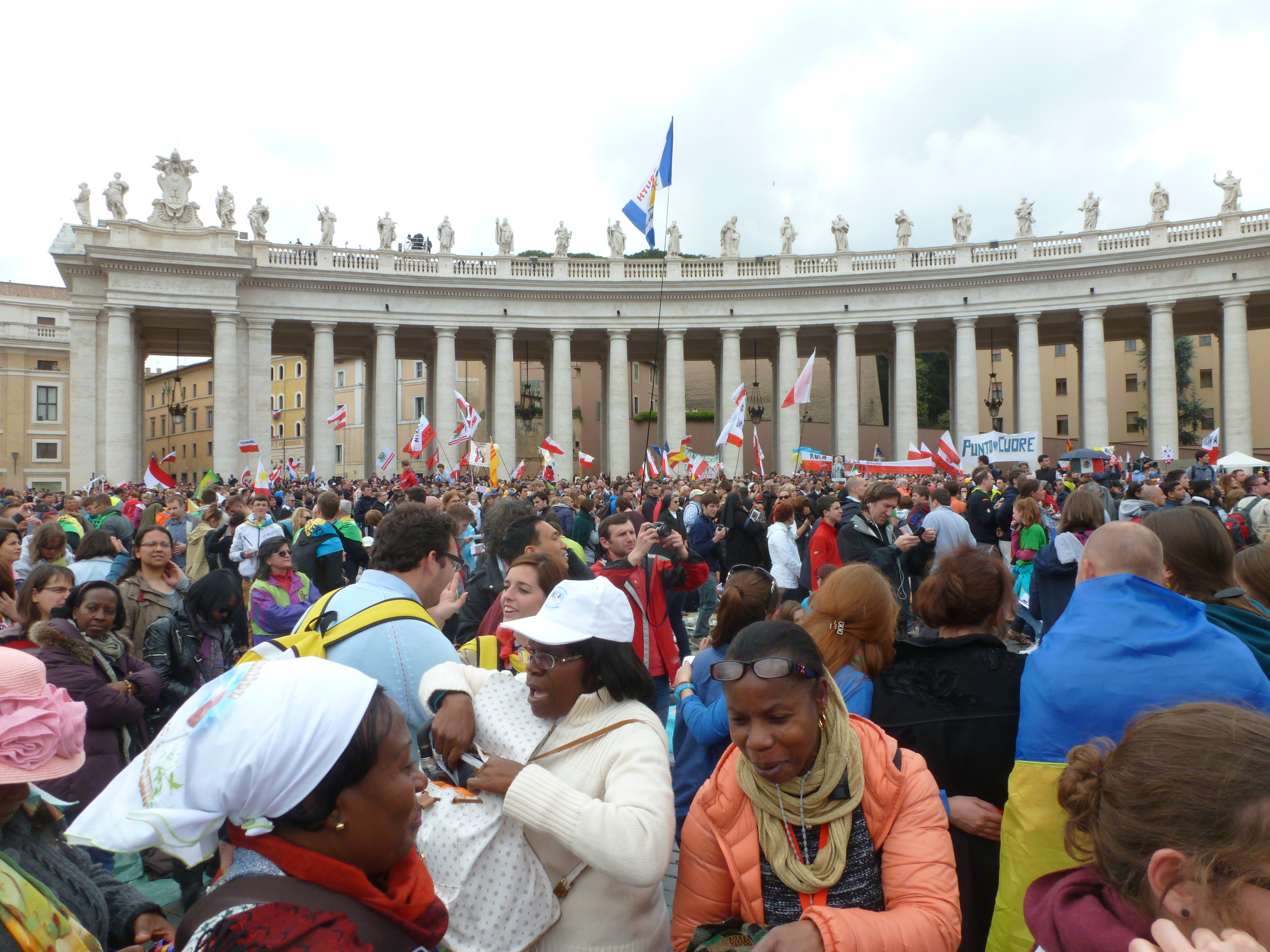
Laicos católicos en la plaza de San Pedro. Los laicos constituyen la inmensa mayoría de la Iglesia católica. En el decir de Pío XII, reiterado por Juan Pablo II: «Ellos son la Iglesia» (Christifideles laici 9).

Según los datos del Anuario Pontificio y del Anuario Estadístico de la Iglesia referentes al año 2020, habría en el mundo 1 360 millones de bautizados, el 18 % de la población mundial.
En los últimos años se produce un aumento significante del número de católicos en Asia y África, superior al crecimiento de la población.
En España, un país tradicionalmente católico, se desprende de la encuesta realizada por el Centro de Investigaciones Sociológicas (CIS) en mayo de 2010 que el número de personas que se declara católica era del 73,7 %; sin embargo, de este porcentaje el 56,8 % declara que no asiste a las celebraciones religiosas.
La Iglesia católica cuenta como católicos a todos los bautizados en la Iglesia (o admitidos a la misma si lo piden y habían sido antes bautizados en otros grupos cristianos) con sus derechos y deberes, y que no hayan hecho acto formal de defección de ella. Para la Iglesia católica quien no practica como católico sigue formando parte de ella. Pero celebrar otros sacramentos no es lo que les hace católicos, sino el bautismo. También considera católicos a los que viven de modo imperfecto, como pecadores con posibilidad de conversión: 

Jesús les dijo: «No son los sanos los que necesitan al médico, sino los enfermos. No he venido a llamar a los justos, sino a los pecadores, para que se conviertan».
Lucas 5: 31-32.

Es posible abandonar la Iglesia mediante «un acto formal» de defección llamado Apostasía, cumpliendo con la manifestación formal de la voluntad de realizar tal acto ante la autoridad eclesiástica competente. Aún habiendo realizado declaración de apostasía, conforme al derecho canónico, el vínculo sacramental de pertenencia a la Iglesia dado por el bautismo permanece, dado el carácter sacramental del bautismo, que para los católicos, es indeleble en el sentido de que sigue existiendo su unión con Cristo.
Quienes han dejado la fe católica, pueden volver, si lo desean, a la Iglesia, y existen programas y grupos que buscan facilitar el retorno al catolicismo.
La excomunión es una pena medicinal, una medida cuyo fin es la conversión, no la expulsión. Por eso solo inhabilita para tomar parte de lleno en las actividades de la comunidad, pero el excomulgado sigue siendo considerado miembro de la Iglesia católica.
La doctrina de la Iglesia católica exige de los fieles la aceptación de su magisterio, siendo herejía "la negación pertinaz, después de recibido el bautismo, de una verdad que ha de creerse con fe divina y católica, o la duda pertinaz sobre la misma". Actualmente, solo se inician acciones disciplinarias contra los teólogos católicos que defienden, con cierta influencia, ideas alternativas en esos terrenos, privándolos de la autoridad de enseñar con el título de profesores de teología católica, pero no respecto a los fieles comunes, por mucha que sea su relevancia pública, contra los cuales puede aplicar solo penas espirituales.
En Alemania 1,78 millones de católicos, con una declaración hecha delante de la autoridad civil y reconocida por los obispos, han «salido de la Iglesia católica» desde 1990 para evitar el impuesto eclesiástico (que de promedio se eleva a 9 % de la renta imponible): 143 500 en 1990, 192 766 en 1992, 168 244 en 1995, 101 252 en 2004, año en el cual 141 567 protestantes hicieron el mismo paso.
En otros países, mientras generalmente las personas se alejan de la Iglesia católica sin desear cortar formalmente su conexión con ella, algunas asociaciones de ateos o escépticos y algunos grupos protestantes animan a entregar declaraciones de apostasía o herejía. Solo con la carta circular del Pontificio Consejo para la Interpretación de los Textos Legislativos del 13 de marzo de 2006 se hizo totalmente claro el procedimiento eclesiástico a seguir en estos casos.

### Distribución en el mundo

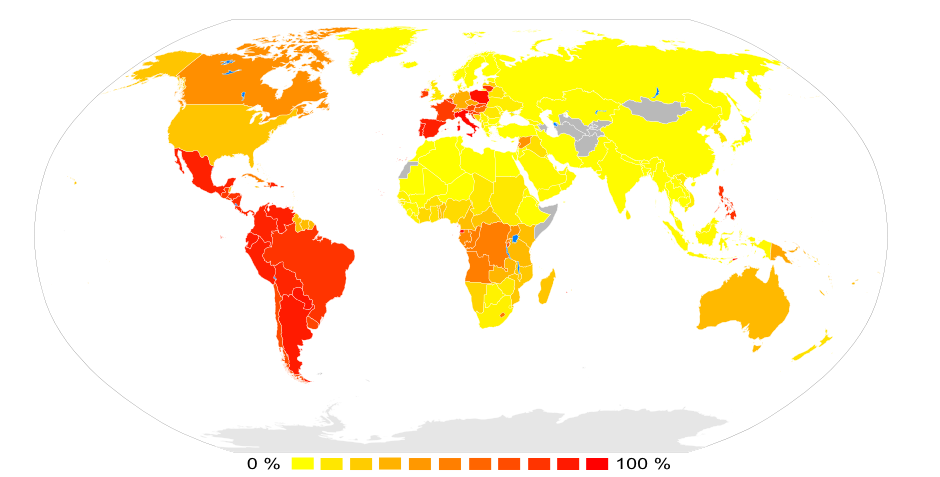
Mapa que muestra el porcentaje de católicos en los diferentes países (Colores aproximados).

En Europa, los bautizados como católicos son mayoritarios en la población de los siguientes países: Andorra, Austria, Bélgica, Croacia, Eslovaquia, Eslovenia, España, Francia, Hungría, Irlanda, Italia, Liechtenstein, Lituania, Luxemburgo, Malta, Mónaco, Polonia, Portugal y San Marino. En Alemania, República Checa, Países Bajos y Suiza están representados por números similares a los de los protestantes.
La mayor parte de la población de América Latina se considera católica en mayor o menor grado. El país con mayor cantidad de católicos en el mundo es Brasil, con 180 millones de fieles.
Los países con mayor número de católicos de América Latina, de mayor a menor porcentaje, son los siguientes: Colombia, Paraguay, México, Brasil, Argentina, Venezuela, Ecuador, Puerto Rico, El Salvador, Chile, Costa Rica, Perú, Guatemala, Bolivia, Uruguay.
En los países de habla inglesa y en general en la Mancomunidad Británica de Naciones (en inglés, Commonwealth of Nations) el catolicismo no ha prosperado a raíz del desencuentro histórico de Enrique VIII con la autoridad espiritual de la Santa Sede; a excepción de Irlanda del Norte, en el que los católicos han superado en número a los protestantes.
En Asia, los países católicos como Filipinas (antigua colonia española) y Timor Oriental (antigua colonia portuguesa) están rodeados de países musulmanes; en otros, como Líbano, solo lo son la mitad de la población y en Palestina y Siria, hay pequeñas minorías destacables, y algo menores aún en Corea, China, India, Japón y Vietnam.
En África, el número de católicos supera el 50 % de la población en los siguientes países: Angola, Burundi, Cabo Verde, Congo, Guinea Ecuatorial, Lesoto, Reunión, Santo Tomé y Príncipe y Seychelles. El número total de católicos africanos, según el Anuario Pontificio 2017, con datos referidos a 2015, sería de 222,3 millones.

## Compromiso social

### Historia y datos varios

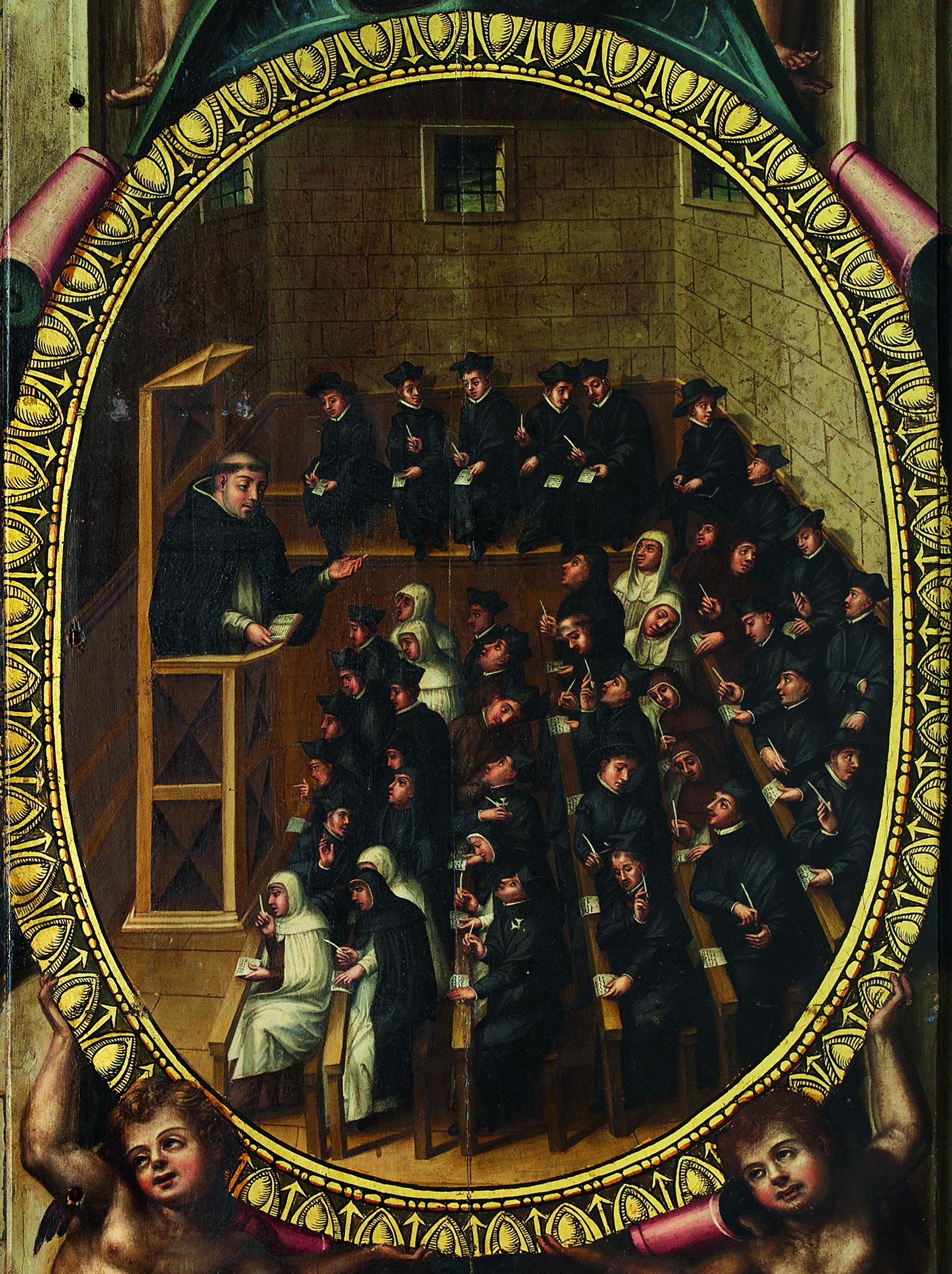
Bajo el auspicio de la lglesia católica medieval, nacieron las primeras universidades actuales.

Desde los tiempos de la Iglesia naciente la comunidad cristiana ha buscado comprometerse socialmente, teniendo preferencia por los más necesitados. Esto fue reconocido por el Emperador Juliano el Apóstata (332-363), quien fue un fuerte opositor de la Iglesia.
La Iglesia católica fue fundadora de los primeros hospitales, asilos y orfanatos en la historia de Occidente desde la temprana Edad Media. Las primeras escuelas europeas nacieron de la labor de las Órdenes Religiosas, siendo las universidades más célebres las fundadas por obispos o los papas. En Europa, de las 52 universidades anteriores al año 1400, varias fueron fundadas o confirmadas por los papas, entre ellas: Universidad de París (La Sorbona), Universidad de Coímbra, Universidad de Montpellier, Universidad de Oxford, Universidad de Cambridge, Universidad de Colonia, Universidad Jaguelónica, Universidad de Lovaina, Universidad de Roma "La Sapienza", Universidad de Lérida, Universidad de Orleans, Universidad de Aviñón, Universidad de Bolonia, Universidad de Pisa, Universidad de Ferrara, Universidad de Salamanca y Universidad de Valladolid. Otras que fueron fundadas posteriormente son: Universidad de Basilea, Universidad de Upsala y Universidad de Alcalá.
La Iglesia católica actualmente cuenta con misioneros religiosos y laicos de ambos sexos que realizan de forma regular obras sociales, tanto materiales como de apoyo moral y espiritual. En 1996, la Santa Sede dedicó unos 5,2 millones de dólares a ayuda humanitaria, sin contar con los aportes que hicieron privadamente los laicos y las Órdenes Religiosas.
En casi todas las diócesis del mundo, en los países donde le es permitido, la Iglesia católica lleva a cabo algún tipo de obra social. Cuenta con numerosas fundaciones o pastorales parroquiales de ayuda tales como escuelas, dispensarios, centros de acogida para niños y ancianos, hospitales, centros de rehabilitación de toda índole, leproserías, etc.
Los últimos papas han mostrado un marcado interés por los crecientes problemas sociales. Así, Juan Pablo II en una ocasión destinó 1,72 millones de dólares a poblaciones afectadas por calamidades y para proyectos de promoción cristiana; 1,3 millones a comunidades indígenas, mestizas, afroamericanas y campesinos pobres de América Latina; 1,8 millones para la lucha contra la desertificación y la carencia de agua en el Sahel. Esto entre otras ayudas menores de cientos de miles de dólares dirigidas a solucionar situaciones humanas críticas y estimular la solidaridad.
La Santa Sede ha distribuido, a petición del sumo pontífice, 5 millones de dólares en el año 1997; 7 millones en 1998 y 9 millones en 1999, etc. Estas cifras han sido destinadas a ayudar a las poblaciones afectadas por catástrofes naturales o humanas. Y en 1999 la suma destinada por la Santa Sede a ayudas en general ascendieron a un total de 30 millones.

### Organizaciones católicas
Según datos del Anuario Pontificio dados a la luz en 2008, «las instituciones de asistencia y de beneficencia de identidad católica, en todo el mundo, son más de 114 738; de estas, 5246 son hospitales; 17 530 son dispensarios; 577 son leproserías; 15 208 son residencias de ancianos, enfermos incurables y discapacitados».
La agrupación católica de mayor presencia mundial, con mayor número de obras, es Cáritas, que realiza labores humanitarias y guía proyectos humanos, con presencia en los 5 continentes. Cáritas Española, por ejemplo, invirtió en 1999 más de 19 000 millones de pesetas (114,2 millones de euros) en la lucha contra la pobreza. En 2009, y a pesar de la crisis económica que vivió el país aquel año, Cáritas Española destinó 230 millones de euros para ayudas sociales.
Por deseo de Juan Pablo II, desde 1984 existe una Fundación para la ayuda del Sahel, que promueve proyectos de desarrollo en países del norte de África afectados por la desertificación. Entre los años 2001 y 2004, la Fundación había invertido más de 9 millones de euros en distintos proyectos.
En Estados Unidos, la asistencia caritativa católica encuentra una organización corporativa en la Catholic Charities USA, que agrupa a más de 1700 asociaciones que trabajan en las diócesis y que apoyan a más de 9 millones de personas, según se informó en 2010.
La ONG católica Manos Unidas ha invertido (entre 2007 y 2009), 2,37 millones de euros en 68 proyectos orientados al desarrollo de Haití.

### Educación
Hacia finales del siglo XX, la Iglesia católica educaba en el Tercer Mundo a un millón de universitarios, 96 millones en enseñanza media y 15 millones en la enseñanza primaria.[cita requerida]
La Compañía de Jesús educa en Hispanoamérica a más de un millón de niños en las Escuelas Gratuitas de Promoción Popular "Fe y Alegría".
En 1985 la Iglesia contaba alrededor del mundo con 45 562 jardines de infancia, con 3 786 723 niños en ellos. De estos centros, 3835 estaban en África, 5331 en América del Norte, 5857 en Hispanoamérica, 6654 en Asia, 23 566 en Europa y 319 en Oceanía. Este mismo año dirigía 78 160 escuelas primarias y elementales con 22 390 309 alumnos; atendía 6056 hospitales, 12 578 ambulatorios, 781 leproserías, 10 467 casas para ancianos, enfermos crónicos, inválidos y minusválidos, 6351 consultorios familiares, 6583 guarderías infantiles, 7187 centros especiales de educación o reeducación social y otros 23 003 centros asistenciales.
Hacia el año 2000, la Iglesia administraba 408 637 parroquias y misiones, 125 016 escuelas primarias y secundarias, 1046 universidades, 5853 hospitales, 13 933 centros de acogida para ancianos y discapacitados, 74 936 dispensarios, leproserías, enfermerías y otras instituciones. En total, la Iglesia es responsable de la educación de 55 440 887 niños y jóvenes, y dispone de 687 282 centros sociales en todo el mundo.

### Sanidad
Según el Pontificio Consejo para la Pastoral de la Salud, la Iglesia católica administra y sirve el 26 % de los centros hospitalarios y de ayuda sanitaria existentes en todo el mundo. Cuenta con 117 000 centros de salud (hospitales, clínicas, casas de alojamiento para huérfanos), 18 000 dispensarios y 512 centros para la atención de personas con lepra. En la Santa Sede existen más de 100 organizaciones que se dedican a repartir limosnas a los pobres de todo el mundo.
La Iglesia católica opera numerosos establecimientos de atención a las víctimas de la epidemia de sida alrededor del mundo. Se ha manifestado en el sentido de que los seropositivos al VIH merecen apoyo, comprensión y compasión. En 2010 se dio a conocer el uso de 1,2 millones de euros por parte de la Congregación para la Evangelización de los Pueblos (de la Santa Sede) para sostener el trabajo de 131 centros de prevención y tratamiento del sida, en 41 países. La iglesia reconoce que la epidemia de sida es grave, pero se muestra crítica hacia las estrategias adoptadas en varios países. Por ejemplo, rechaza el modelo "biológico-higienista" adoptado en la educación sexual y las estrategias de prevención de la infección por VIH que incluyen el uso del condón. Desde el punto de vista de la Iglesia católica, la promoción del condón es un engaño porque no brinda protección total y alienta el adelanto de la edad de iniciación sexual. Como estrategia para detener la epidemia la iglesia propone la promoción de un "preservativo moral", basado en la promoción de la fidelidad y la educación sexual familiar.

## Financiación
En materia económica la Iglesia católica no es una entidad centralizada, sino que las distintas personalidades jurídicas canónicas (provincias eclesiásticas, conferencias episcopales, diócesis, parroquias, asociaciones de fieles, etcétera) son titulares de su patrimonio y lo gestionan de forma autónoma, obteniendo los recursos según lo establecido en el Derecho canónico y las leyes civiles. En general, la Iglesia católica y sus instituciones se financian por varias vías, entre las que se pueden distinguir:
1. Aportaciones de las instituciones propias o ligadas a la propia Iglesia católica.
2. Rendimientos económicos recibidos en forma de plusvalías de empresas e instituciones donde tiene capital invertido.
3. Aportaciones y recolectas directas o indirectas, tanto de carácter público como de carácter privado.
4. Financiación proveniente de las arcas públicas de muchos de los países donde tiene presencia.
5. Otras fuentes.

La contribución de los Estados al sostenimiento económico de la Iglesia católica es diferente en cada caso. En algunos países como España, Italia, Portugal o Hungría el Estado no financia directamente las actividades religiosas de la Iglesia, sino que los ciudadanos pueden elegir detraer un porcentaje de sus impuestos para esta causa. Un sistema similar se da en Alemania o Austria, aunque allí se impone un impuesto eclesiástico a todo aquel que se declare católico para contribuir al mantenimiento de la Iglesia.
Sin embargo en países como Argentina, Bélgica o Luxemburgo, es el Estado el que se hace cargo de los sueldos y pensiones de los titulares de oficios eclesiásticos mediante una partida de sus presupuestos. Todo lo contrario ocurre en otros países como Francia, donde no se permite subvención alguna con fondos públicos, aunque el Estado sí se hace cargo del mantenimiento de los templos que son de su propiedad (los construidos con anterioridad a 1905) y también paga a los capellanes de las fuerzas armadas, hospitales públicos y prisiones.
También puede darse que los países eximan a la Iglesia del pago de cierto tipo de impuestos o tasas, así como que otorguen subvenciones para restaurar o mantener el patrimonio artístico, para fomentar el mecenazgo, o para financiar instituciones católicas de carácter benéfico, de enseñanza o asistencial; entre otros.

## Críticas
La Iglesia católica ha recibido muchas críticas a lo largo de su historia, desde dentro como desde fuera de ella. Las críticas se dividen principalmente en dos grupos: las que se refieren a aspectos doctrinales, y las que censuran el comportamiento (real o supuesto) de los católicos en su conjunto o en porcentajes de cierta relevancia (sea que vivan de acuerdo con las enseñanzas de la Iglesia, sea que actúen en contra de las mismas).

### Críticas sobre el comportamiento de miembros de la Iglesia
La Iglesia católica ha recibido críticas por la supresión violenta de otros cultos y de la herejía a lo largo de las Edades Media y Moderna, en particular por parte de la Inquisición. También ha sido criticada por el apoyo activo que algunos miembros destacados de la jerarquía católica dieron a regímenes dictatoriales (dictaduras militares en América Latina), o la posición negacionista de ciertos clérigos y obispos.
A partir sobre todo de la última década del siglo XX, han sido conocidos diversos casos de abuso sexual cometidos por miembros de la Iglesia católica que han dado lugar a condenas penales y civiles, además de condenas eclesiásticas, en varios países. El representante permanente de la Santa Sede ante la ONU, Silvano Tomasi compareció ante el Comité contra la tortura e informó durante diez años se investigaron 3420 casos de abusos a menores de edad, dando como resultado que se apartaran de su cargo a 884 sacerdotes.
Durante la preparación del Jubileo del año 2000 (el 10-11-1994) el papa subrayó en una carta apostólica al episcopado, al clero y a los fieles:

Así es justo que, mientras el segundo Milenio del cristianismo llega a su fin, la Iglesia asuma con una conciencia más viva el pecado de sus hijos recordando todas las circunstancias en las que, a lo largo de la historia, se han alejado del espíritu de Cristo y de su Evangelio, ofreciendo al mundo, en vez del testimonio de una vida inspirada en los valores de la fe, el espectáculo de modos de pensar y actuar que eran verdaderas formas de antitestimonio y de escándalo. […] Es bueno que la Iglesia dé este paso con la clara conciencia de lo que ha vivido en el curso de los últimos diez siglos. No puede atravesar el umbral del nuevo milenio sin animar a sus hijos a purificarse, en el arrepentimiento, de errores, infidelidades, incoherencias y lentitudes. Reconocer los fracasos de ayer es un acto de lealtad y de valentía que nos ayuda a reforzar nuestra fe, haciéndonos capaces y dispuestos para afrontar las tentaciones y las dificultades de hoy.
Juan Pablo II, Tertio Millennio Adveniente §33

### Críticas en materia doctrinal
Las críticas en cuanto a la doctrina se han basado muchas veces en que la Iglesia católica expone creencias, doctrinas y conceptos que algunos piensan no están presentes en la Biblia, siendo que la Iglesia católica considera también como palabra de Dios a la que se transmite mediante la tradición apostólica. Además, se destaca la controversia con el protestantismo en torno a algunos libros bíblicos, considerados apócrifos por los protestantes (entre ellos, el libro del Eclesiástico y Tobit) los cuales se encuentran definidos como parte del canon bíblico de la Iglesia católica conformando el grupo de libros bíblicos conocidos como deuterocanónicos.